# Monaco
Monaco (pronunție în franceză [mɔnako]), oficial Principatul Monaco (în franceză Principauté de Monaco), este un oraș-stat și microstat suveran, situat pe Riviera Franceză din Europa de Vest. Se învecinează cu Franța pe trei laturi, în timp ce cealaltă parte are ieșire la Marea Mediterană. Monaco are o suprafață de 2,02 km² și o populație de aproximativ 37800 de locuitori; este a doua cea mai mică și cea mai dens populată țară din lume. Monaco are o frontieră terestră de 4,4 km, o coastă de 4,1 km, și o lățime care variază între 1.700–349 m. Cel mai înalt punct din țară este pe o cărare îngustă numită Chemin des Révoires pe pantele Mont Agel⁠(d), în districtul Les Révoires⁠(d), la 161 m deasupra nivelului mării. Cel mai populat cartier din Monaco este Monte Carlo și cel mai populat district este Larvotto/Bas Moulins⁠(d). Prin îmbunătățiri funciare⁠(d), masa de uscat monegască s-a extins cu douăzeci la sută. Deși mic, Monaco este foarte vechi și destul de bine cunoscut, mai ales datorită statutului său ca teren de joacă pentru cei bogați și celebri. În 2014, s-a constatat că aproximativ 30% din populație era alcătuită din milionari, la fel ca orașele Zürich sau Geneva.
Monaco este un principat reglementat sub o formă de monarhie constituțională, cu Prințul Albert al II-lea ca șef de stat. Deși Prințul Albert al II-lea este un monarh constituțional, el deține o imensă putere politică. Casa de Grimaldi conduce statul Monaco, cu scurte întreruperi, încă din 1297. Limba oficială este franceza, dar sunt vorbite și înțelese și monegasca, italiana și engleza. Suveranitatea statului a fost recunoscută oficial prin tratatul franco-monegasc din 1861⁠(d), Monaco devenind membru cu drepturi depline al Națiunilor Unite în 1993. În ciuda independenței și politicii externe separate, apărarea țării este responsabilitatea Franței. Cu toate acestea, Monaco menține două mici unități militare⁠(d).
Dezvoltarea economică a fost stimulată în secolul al XIX-lea prin deschiderea primului cazinou, Monte Carlo⁠(d), și a unei legături feroviare cu Parisul. De atunci, clima blândă, peisajele splendide și localurile de jocuri de noroc au contribuit la statutul principatului de destinație turistică⁠(d) și centru de recreere de prim rang pentru cei bogați și celebri. În ultimii ani, Monaco a devenit un important centru bancar⁠(d) și a reușit să-și diversifice economia în servicii și industrii mici, cu valoare adăugată mare⁠(d) și non-poluante. Statul nu impune niciun impozit pe venit⁠(d), impozitele pe profit sunt reduse, și este un cunoscut paradis fiscal. De asemenea, este gazda anuală a Marelui Premiu al Principatului Monaco, una dintre primele mari premii de Formula Unu.
Monaco nu face în mod oficial parte din Uniunea Europeană (UE), dar participă la anumite politici ale UE, inclusiv la controalele vamale și de frontieră. Prin relația sa cu Franța, Monaco utilizează euro ca monedă unică (înainte de aceasta se folosea francul monegasc). Monaco a aderat la Consiliul Europei în 2004. Este membră a Organizației Internaționale a Francofoniei (OIF).

## Istoria
Numele de Monaco vine de la colonia grecească phocaeană⁠(d) din apropiere. Denumită de liguri Monoikos, din grecescul „μόνοικος”, „casă singură”, de la "μόνος" (monos) „singur” + „οἶκος” (oikos) „casă”, , care poartă fie sensul de oameni care trăiau „într-o singură casă” sau „trăiau separat, fiecare în casa lui”. Potrivit unui mit antic, Hercules a trecut prin zona Monaco și s-a întors de la vechii zei. Ca urmare, acolo a fost construit templul lui Hercule Monoikos. Pentru că singurul templu din această zonă a fost „Casa” lui Hercule, orașul a fost numit Monoikos. A ajuns în mâinile Sfântului Imperiu Roman, care a dat-o apoi genovezilor. O ramură exilată a familiei genoveze Grimaldi⁠(d), a luptat o sută de ani până a obținut controlul asupra așezării. Deși Republica Genova va dura până în secolul al XIX-lea, ea a permis familiei Grimaldi să păstreze Monaco, și, ca urmare, și Franța și Spania, au lăsat-o în pace timp de sute de ani. Franța nu a anexat-o până la Revoluția Franceză, dar după înfrângerea lui Napoleon a fost pusă sub tutela Regatului Sardiniei. În secolul al XIX-lea, atunci când Sardinia a devenit o parte din Italia, regiunea a intrat din nou sub influență franceză, dar Franța i-a permis să rămână independentă. Ca și Franța, Monaco a fost ocupată de către puterile Axei în al Doilea Război Mondial și, pentru o perioadă scurtă de timp, a fost administrat de către Italia, apoi cel de-al Treilea Reich, înainte de a fi în sfârșit eliberat. Deși ocupația a durat doar puțin timp, aceasta a însemnat deportarea populației evreiești și executarea mai multor membri ai rezistenței din Monaco. De atunci Monaco a fost independent, dar a luat unele măsuri în direcția integrării în Uniunea Europeană.

### Sosirea familiei Grimaldi

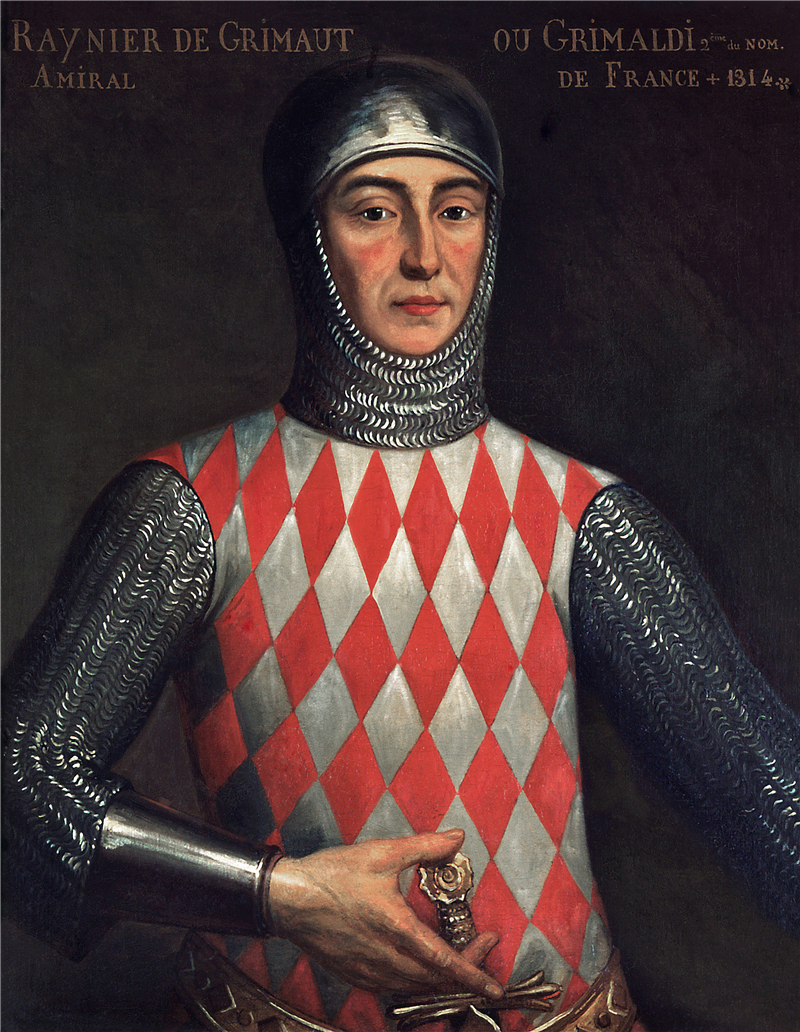
Rainier I de Grimaldi, învingător în bătălia navală de la Zierikzee și primul suveran Grimaldi conducător al Monacoului

În urma unei danii a împăratului Henric al VI-lea de la 1191, Monaco a fost reînființat în 1215 ca o colonie genoveză. Monaco a fost pentru prima oară condus de un membru al Casei Grimaldi în 1297, când Francesco Grimaldi, cunoscut sub numele de "Il Malizia" (în traducere din italiană, fie „rău intenționat” fie „cel viclean”), și oamenii lui au pătruns în cetatea ce proteja Stânca Monaco îmbrăcați în călugări franciscani – un monaco în italiană, deși acest nume este o coincidență, deoarece zona avea deja acest nume. Francesco a fost însă evacuat numai după câțiva ani de forțele genoveze, și lupta pentru „Stâncă” a continuat pentru încă un secol. Familia Grimaldi era genoveză și lupta a fost un fel de conflict de familie. Cu toate acestea, genovezii erau angajați în alte conflicte și, la sfârșitul anilor 1300, Genova s-a implicat într-un conflict cu Coroana de Aragon pentru Corsica. Coroana de Aragon a devenit în cele din urmă parte a Spaniei prin căsătorie (vezi Catalonia modernă) și alte părți ale ei au ajuns la alte împărății și popoare.

### 1400-1800
În 1419, familia Grimaldi a achiziționat Monaco de la Coroana de Aragon și a devenit conducătoarea oficială și necontestată a „Stâncii Monaco”. În 1612, Honoré al II-lea⁠(d) a început să revendice titlul de „prinț” de Monaco. În 1630, el a cerut protecție franceză împotriva forțelor spaniole și, în 1642, a fost primit la curtea lui Ludovic al XIII-lea ca „Duc et Pair Etranger”. Prinții de Monaco au devenit astfel vasali ai regilor francezi, în timp ce au rămas, simultan, prinți suverani. Deși prinții și familiile lor și-au petrecut majoritatea vieții la Paris, și se căsătoreau cu nobile franceze și italiene, Casa de Grimaldi a rămas italiană. Principatul și-a continuat existența ca protectorat al Franței până la Revoluția Franceză.
În 1793, forțele Revoluționare au capturat Monaco, care a rămas sub control francez până în 1814, când familia Grimaldi a revenit la tron.

### Secolul al XIX-lea
Între 1793 și 1814, Monaco a fost ocupat de francezi (în această perioadă o mare parte din Europa a fost invadată de francezi sub comanda lui Napoleon).
Principatul a fost restabilit în 1814 doar pentru a fi desemnat protectorat al Regatului Sardiniei la Congresul de la Viena din 1815. Monaco a rămas în această poziție până în anul 1860 când, prin tratatul de la Torino⁠(d), forțele sarde s-au retras din principat și comitatul înconjurător Nisa și Savoia au fost cedate Franței. Monaco a devenit din nou protectorat francez. Până atunci au fost frământări în Menton și Roquebrune, unde locuitorii orașului s-au revoltat împotriva grelelor impozite impuse de familia Grimaldi. Ei și-au declarat independența, în speranța de a fi anexați de Sardinia. Franța a protestat. Tulburările au continuat până când Carol al III-lea a renunțat la revendicarea celor două orașe continentale (circa 95% din principat la acea dată), care fuseseră conduse de familia Grimaldi timp de peste 500 de ani. Acestea au fost cedate Franței în schimbul a 4.100.000 de franci. Transferul și suveranitatea statului Monaco au fost consfințite prin tratatul franco-monegasc din 1861⁠(d). În 1869, principatul a încetat să mai colecteze impozit pe venit de la locuitorii săi—o indulgență pe care familia Grimaldi și-o putea permite exclusiv datorită succesului extraordinar al cazinoului. Acest lucru a făcut ca Monaco să devină nu numai un loc de joacă pentru cei bogați, dar și un loc preferat al lor pentru locuit.

### Secolul al XX-lea
Până când Revoluția Monegască⁠(d) din 1910 a forțat adoptarea constituției din 1911, prinții de Monaco au fost monarhi absoluți⁠(d). Noua constitutie reducea însă doar cu puțin dominația autocrată a familiei Grimaldi și prințul Albert I a suspendat-o la scurt timp din cauza Primului Război Mondial.
În iulie 1918, s-a semnat tratatul franco-monegasc⁠(d) care consfințea protecția franceză limitată asupra principatului Monaco. Tratatul, aprobat în anul 1919 prin tratatul de la Versailles, a stabilit că politica internațională a statului Monaco se va alinia cu interesele politice, militare și economice franceze, și rezolva Criza de Succesiune Monegască⁠(d).

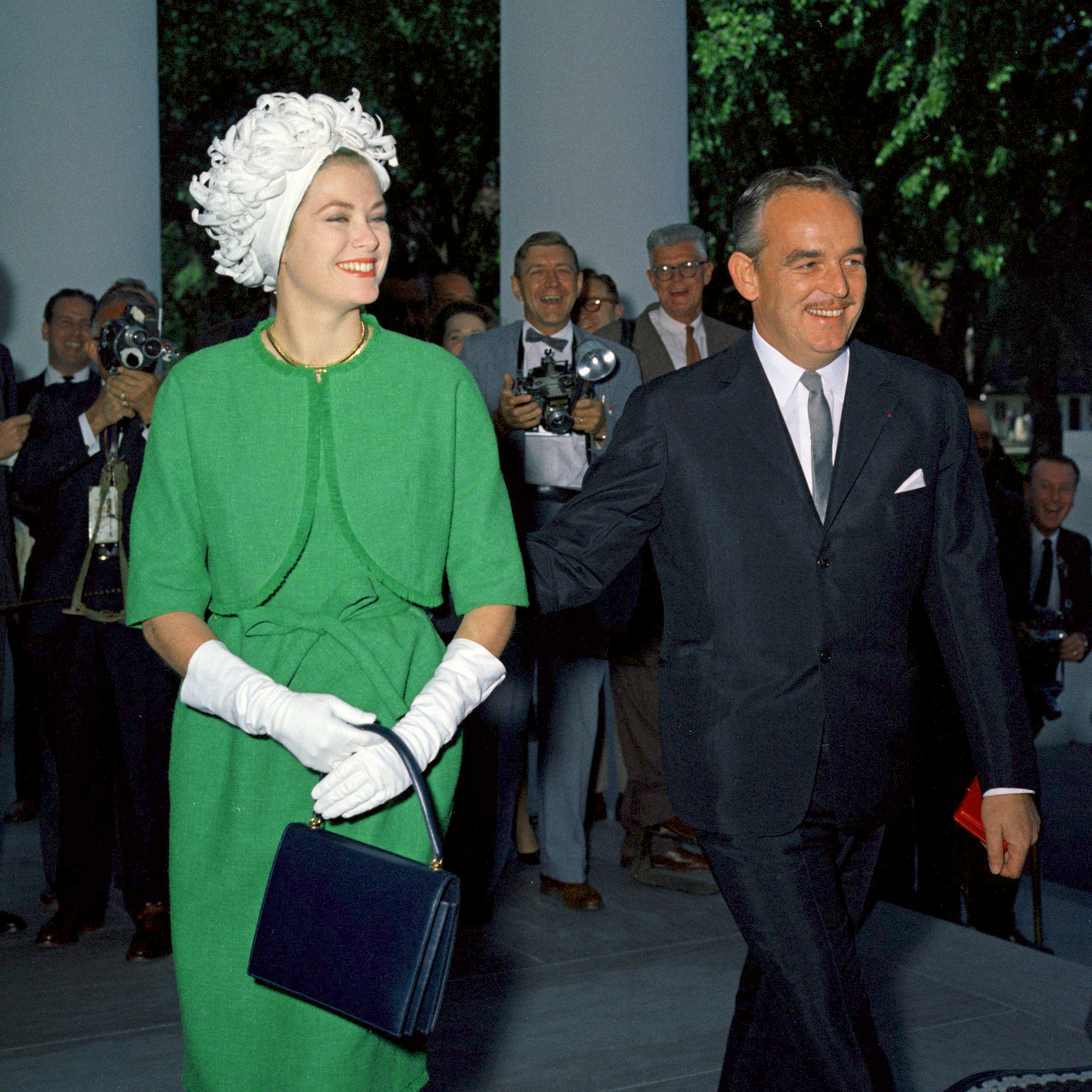
Grace Kelly a atras atenția asupra principatului Monaco prin căsătoria ei cu Prințul Rainier al III-lea.

În 1943, armata italiană⁠(d) a invadat și a ocupat Monaco, organizând o administrație fascistă. La scurt timp după aceea, după căderea lui Mussolini, Wehrmachtul german a ocupat Monaco și a început deportarea populației evreiești de către naziști. Rene Blum⁠(d), evreu francez proeminent, care a fondat Ballet de l'Opera din Monte Carlo, a fost arestat în casa lui din Paris acasă și deținut în lagărul de concentrare Drancy⁠(d) de lângă capitala franceză, înainte de a fi transportat la Auschwitz, unde a fost ucis mai târziu. Colegul lui Blum, Raoul Gunsbourg, directorul Operei din Monte-Carlo⁠(d), ajutat de Rezistența Franceză, a scăpat de arestare și a fugit în Elveția. În august 1944, germanii i-au executat pe René Borghini, Joseph-Henri Lajoux și Esther Poggio, lideri ai Rezistenței.
Rainier al III-lea, care a domnit până în anul 2005, i-a urmat la tron bunicului său, prințul Ludovic al II-lea, în 1949. Pe 19 aprilie 1956, prințul Rainier s-a căsătorit cu actrița americană Grace Kelly; evenimentul a fost pe larg televizate și acoperite în presa populară, concentrându atenția lumii asupra micului principat.
Un amendament la constituție a abolit în 1962 pedeapsa capitală, a prevăzut dreptul de vot al femeilor⁠(d), și a stabilit o Curte Supremă a Principatului Monaco pentru a garanta libertățile fundamentale.
În 1963, a izbucnit o criză după ce Charles de Gaulle a instaurat o blocadă a porturilor din Monaco, înfuriat de statutul său ca paradis fiscal pentru francezii bogați. Filmul din 2014 Grace de Monaco⁠(d) se bazează pe această criză.
În 1993, Principatul Monaco a devenit membru al Organizației Națiunilor Unite, cu drepturi de vot depline.

### Secolul al XXI-lea

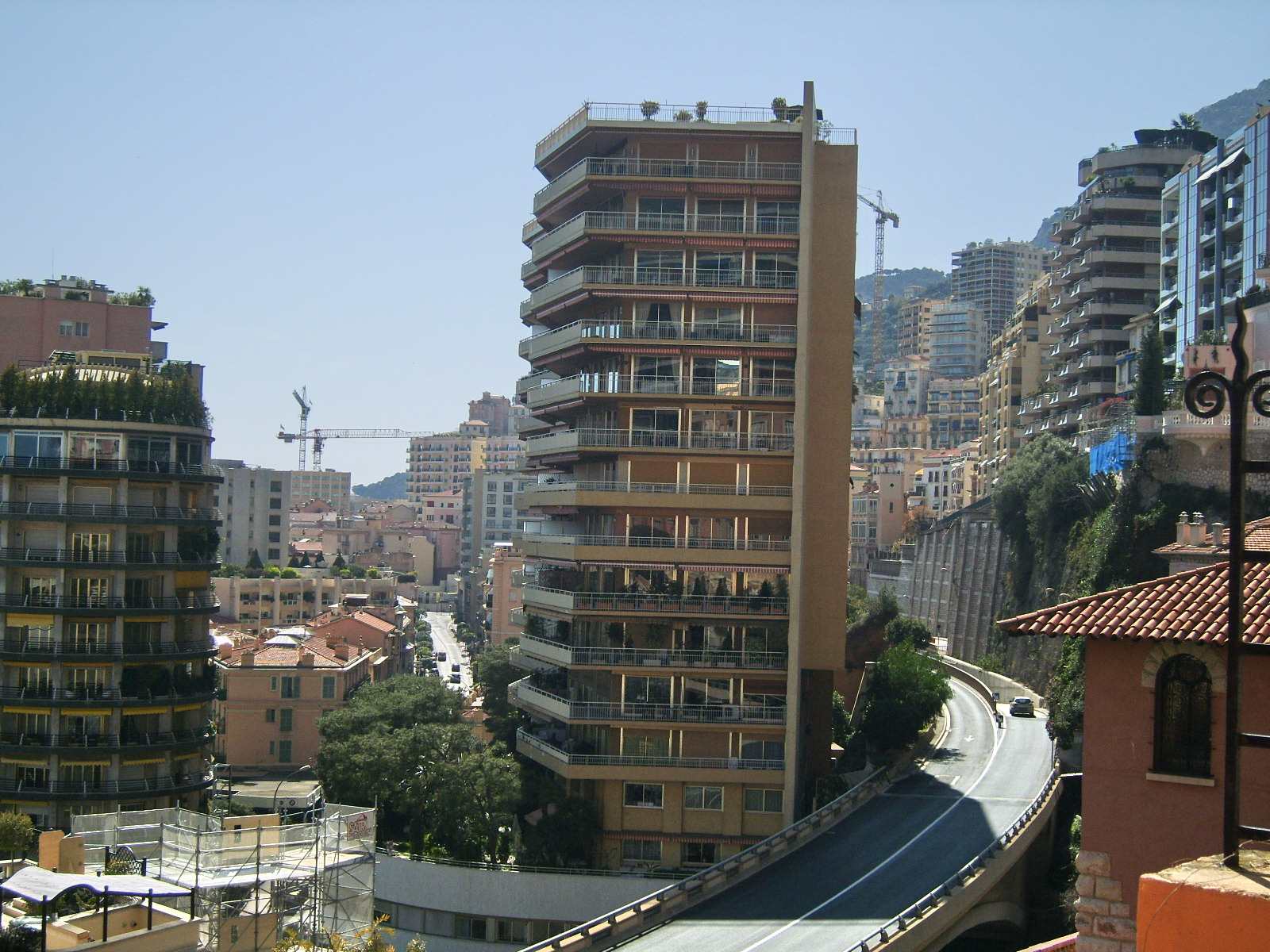
Clădiri în Monaco (2008)

În 2002, un nou tratat între Franța și Monaco a precizat că, dacă nu există moștenitori care să continue dinastia Grimaldi, principatul va rămâne în continuare stat independent, și nu va fi anexat de Franța. Apărarea militară a Principatului Monaco rămâne însă responsabilitatea Franței.
La 31 martie 2005, Rainier III, prea bolnav pentru a-si exercita atributiile, a abdicat în favoarea singurului său fiu și moștenitor, Albert. El a murit șase zile mai târziu, după o domnie de 56 de ani, fiul său urmându-i la tron ca Albert al II-lea, Prinț Suveran de Monaco.
După o perioadă de doliu oficial, Prințul Albert al II-lea a preluat în mod oficial coroana princiară la 12 iulie 2005, într-o sărbătoare care a început cu o solemnă Liturghie la Catedrala Sfântul Nicolae⁠(d), unde tatăl său fusese înmormântat cu trei luni mai devreme. Accederea sa la tronul monegasc a fost un eveniment cu o altă ceremonie, la care au participat șefi de stat străini la 18 noiembrie 2005, în Palatul Princiar istoric din Monaco City⁠(d).
La 27 august 2015, Albert al II-lea și-a cerut scuze pentru rolul jucat de Monaco în facilitarea deportării unui total de 90 de evrei și luptători din Rezistență, dintre care doar nouă au supraviețuit. „Am comis ireparabilul în predarea către autoritățile vecine a unor femei, bărbați și a unui copil care s-au refugiat la noi pentru a scăpa de persecuțiile de care ar fi suferit în Franța,” a spus Albert într-o ceremonie de inaugurare a unui monument al victimelor în cimitirul din Monaco. „Aflați în primejdie, ei au venit la noi special pentru a se adăposti, crezând că vor găsi neutralitate.”
În 2015, Monaco a aprobat în unanimitate un proiect modest de îmbunătățiri funciare⁠(d) destinate în primul rând nevoii de locuințe și de o mică zonă verde. Monaco luase anterior în calcul o extindere în 2008, dar proiectul acela fusese anulat. Planul este să se amenajeze circa șase hectare de clădiri de apartamente, parcuri, magazine și birouri în valoare de aproximativ 1 miliard de euro. Dezvoltarea va fi adiacentă districtului Larvotto⁠(d) și va include și un mic port. Au fost patru propuneri principale, iar mixul final de utilizare va fi finalizat pe măsură ce dezvoltarea progresează. Numele noului cartier este Anse du Portier.

## Guvernul
Monaco a fost guvernat ca o monarhie constituțională din anul 1911, cu prințul de Monaco ca șef de stat. Ramura executivă constă dintr-un ministru de stat⁠(d), ca șef al guvernului, care prezidează Consiliul de Guvernământ⁠(d) format din 5 membri. Până în anul 2002, ministrul de stat era un cetățean francez numit de domnitor din rândul candidaților propuși de guvernul francez; după un amendament constituțional din anul 2002, acesta poate fi francez sau monegasc. Cu toate acestea, prințul Albert al II-lea l-a numit, la 3 martie 2010, pe francezul Michel Roger⁠(d) în funcția de Ministru de Stat.
Conform constituției din 1962, prințul împărtășește dreptul de veto cu Consiliului Național⁠(d) unicameral. Cei 24 de membri ai Consiliului Național sunt aleși pentru un mandat de cinci ani; 16 sunt aleși printr-un sistemul electoral uninominal și 8 prin reprezentare proporțională. Toată legislația necesită aprobarea Consiliului Național, care este în prezent dominată de partidul conservator Adunare și Chestiuni, care deține douăzeci de locuri. Uniunea Monegască deține trei locuri, în timp ce Renașterea⁠(d) deține un loc. Problemele urbane ale principatului sunt administrate de către Consiliul Comunal, care este format din paisprezece membri aleși și este prezidat de un primar. Spre deosebire de Consiliul Național, consilierii sunt aleși pentru mandate de patru ani, și sunt strict non-partizani⁠(d), deși adesea se formează frecvent structuri de opoziție în interiorul consiliului.

### Diviziuni administrative

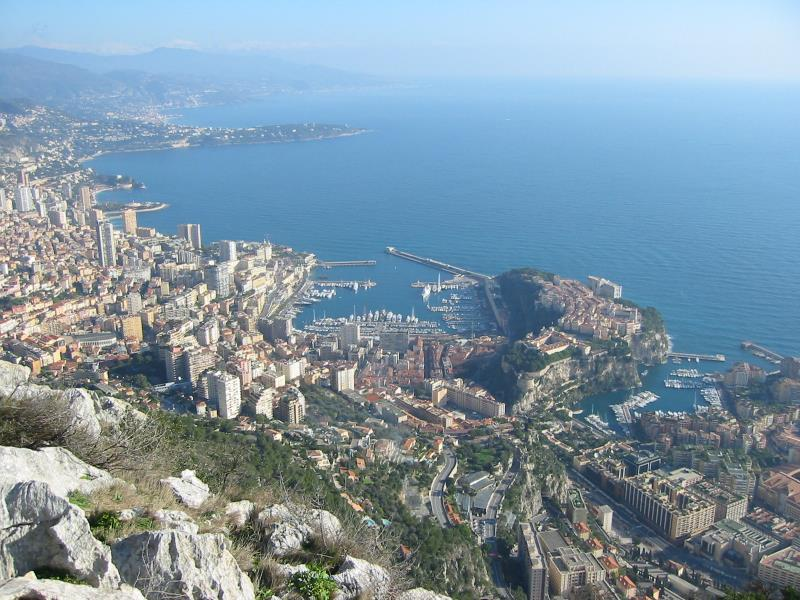
În centru este de La Condamine. La dreapta, cu portul mai mic este, cu "Stânca" (orașul vechi, cetatea, Palatul) ivindu-se între cele două porturi. La stânga sunt clădirile înalte din.

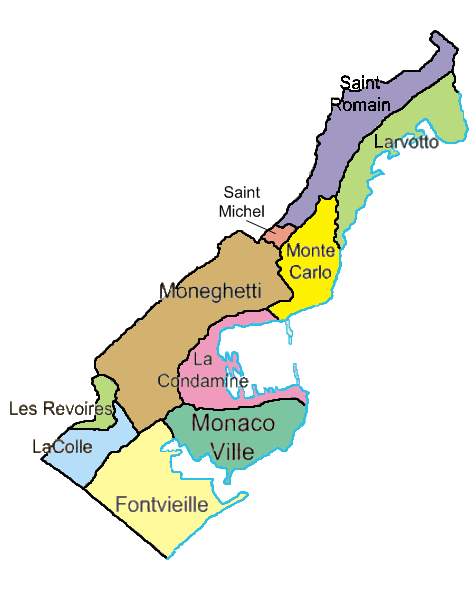
Districtele Principatului Monaco

Monaco este a doua cea mai mică țară după suprafață din lume; numai Vatican este mai mică. Monaco este și al doua cea mai mică monarhie, și este cea mai dens populată țară din lume. Statul constă dintr-o singură comună. Nu există nici o distincție geografică între statul și orașul Monaco, deși responsabilitățile guvernului (la nivel de stat) și ale municipiului (la nivel de oraș) sunt împărțite. Conform Constituției din 1911, principatul a fost împărțit în trei localități:
- Monaco City⁠(d), orașul vechi, pe un promontoriu stâncos ce se extinde în Marea Mediterană, cunoscut sub numele de Stânca Monaco, sau pur și simplu „Stânca”;
- Monte Carlo, principala zonă rezidențială și de stațiuni cu Cazinoul Monte Carlo⁠(d) , în est și nord-est;
- La Condamine⁠(d), partea de sud-vest, inclusiv zona portului, Portul Hercules⁠(d).

Comunele au fost comasate într-una singură în 1917, după acuzații că guvernul acționează în conformitate cu motto-ul „divide și cucerește”, și localitățile au primit statut de districte sau cartiere.
- Fontvieille⁠(d) a fost adăugat ca al patrulea district, zonă nou-construită, pe teren ridicat din mare în 1970;
- Moneghetti⁠(d) a devenit cel al cincilea district, creat dintr-o parte din La Condamine;
- Larvotto⁠(d) a devenit cea de-a șasea district, creat dintr-o parte din Monte Carlo;
- La Rousse/Saint Roman⁠(d) (inclusiv Le Ténao) a devenit cel de-al șaptelea district, creat tot dintr-o parte din Monte Carlo.

Ulterior, s-au organizat alte trei districte:
- Saint Michel⁠(d), dintr-o parte din Monte Carlo;
- La Colle⁠(d), dintr-o parte din La Condamine;
- Les Révoires⁠(d), tot dintr-o parte de La Condamine.

Un nou district este planificat în urma noilor îmbunătățiri funciare de după 2014 dar prințul Albert al II-lea a anunțat în 2009 în discursul de Anul Nou că a încheiat planurile din cauza climatului economic actual. Cu toate acestea, prințul Albert al II-lea a reluat la mijlocul anului 2010 programul. În 2015, a fost anunțată o nouă dezvoltare numită Anse du Portier⁠(d).

#### Cartiere tradiționale și zone geograficemoderne
Cele patru cartierele tradiționale din Monaco sunt: Monaco City⁠(d), La Condamine⁠(d), Monte Carlo și Fontvieille⁠(d). Suburbia Moneghetti⁠(d), partea mai înaltă din La Condamine este văzută astăzi ca un al cincilea cartier al Monacoului, având o atmosferă și o topografie foarte distincte, comparativ cu zona joasă din La Condamine.

#### Districte
Monaco este împărțit în zece districte, fiecare cu statisticile sale oficiale; fie Fontvieille II, fie Le Portier, ar deveni efectiv al unsprezecelea district, dacă ar fi construit:
| District                                                      | Suprafață (km²) | Populație (2008) | Densitate (km²) | Blocuri (îlots) | Observații                           |
| ------------------------------------------------------------- | --------------- | ---------------- | --------------- | --------------- | ------------------------------------ |
| Fosta comună Monaco⁠(d)                                        |                 |                  |                 |                 |                                      |
| Monaco-Ville                                                  | 0.19            | 1,034            | 5,442           | 19              | Old City                             |
| Fosta comună Monte Carlo                                      |                 |                  |                 |                 |                                      |
| Monte Carlo/Spélugues (Bd. Des Moulins-Av. de la Madone)      | 0.30            | 3,834            | 12,780          | 20              | Zona cazinourilor și stațiunilor     |
| La Rousse/Saint Roman⁠(d) (Annonciade-Château Périgord)        | 0.13            | 3,223            | 24,792          | 17              | Zona de nord-est, include Le Ténao   |
| Larvotto/Bas Moulins⁠(d) (Larvotto-Bd Psse Grace)              | 0.34            | 5,443            | 16,009          | 17              | Zona estică cu plaje                 |
| Saint Michel (Psse Charlotte-Park Palace)                     | 0.16            | 3,907            | 24,419          | 24              | Zona rezidențială centrală           |
| Fosta comună La Condamine⁠(d)                                  |                 |                  |                 |                 |                                      |
| La Condamine⁠(d)                                               | 0.28            | 3,947            | 14,096          | 28              | Zona portuară nord-vestică           |
| La Colle⁠(d) (Plati-Pasteur-Bd Charles III)                    | 0.11            | 2,829            | 25,718          | 15              | La limita vestică cu Cap d'Ail       |
| Les Révoires⁠(d) (Hector Otto-Honoré Labande)                  | 0.09            | 2,545            | 28,278          | 11              | Conține Jardin Exotique de Monaco⁠(d) |
| Moneghetti/ Bd de Belgique⁠(d) (Bd Rainier III-Bd de Belgique) | 0.10            | 3,003            | 30,030          | 17              | Zona rezidențială central-nordică    |
| Noul teritoriu extras din mare                                |                 |                  |                 |                 |                                      |
| Fontvieille⁠(d)                                                | 0.35            | 3,901            | 11,146          | 10              | Începând cu 1981                     |
| Monaco                                                        | 2.05            | 33,666           | 16,422          | 178             |                                      |
| (1) Neinclus în total, fiind doar propus                      |                 |                  |                 |                 |                                      |

Notă: pentru scopuri statistice, districtele Principatului Monaco sunt în continuare subdivizate în 178 de blocuri (îlots), care sunt comparabile cu cele unitățile de recensământ din Statele Unite ale Americii.
- Alte posibile extinderi sunt Le Portier⁠(d), un proiect relansat în 2012[65]
- O altă posibilitate a fost ca dezvoltarea Fontvieille II să înceapă în 2013[61][66]

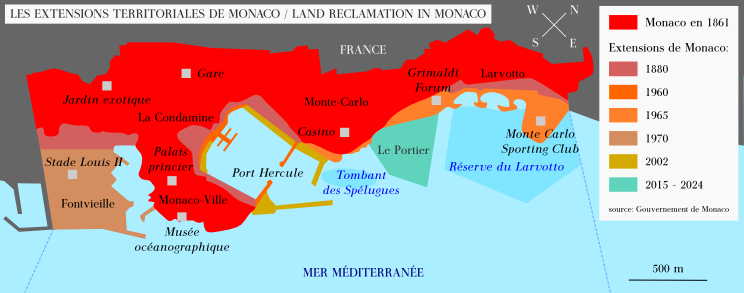
Îmbunătățirile funciare în Monaco din 1861

### Siguranța

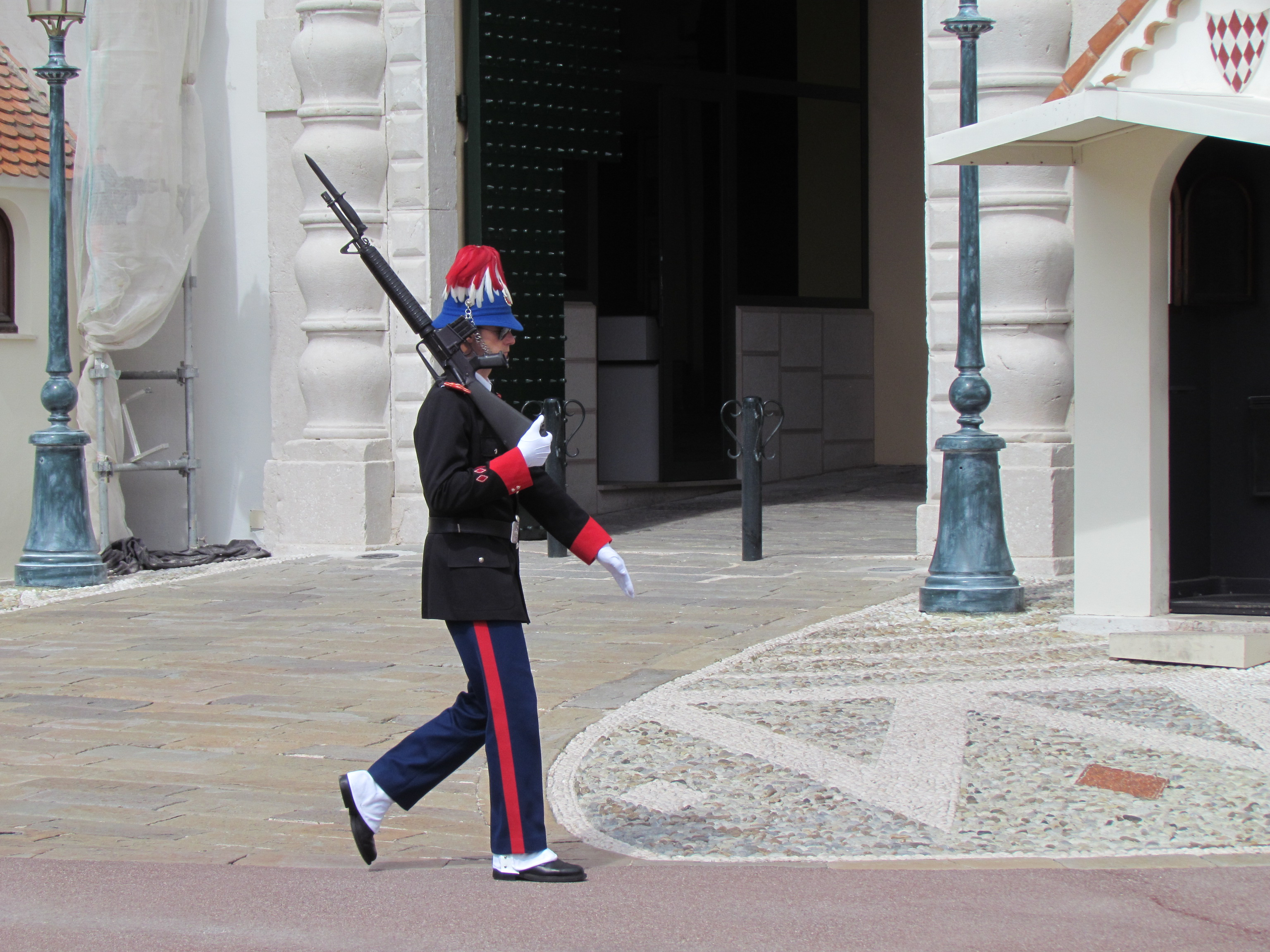
Garda palatului din Monaco, chiar înainte de schimbarea de gardă

Apărarea de ansamblu a națiunii este furnizată de Franța. Monaco nu are marină sau aviație, dar atât pe cap de locuitor, cât și pe suprafață, Monaco are una dintre cele mai dense forțe de poliție (515 ofițeri de poliție pentru aproximativ 36.000 de oameni) din lume. Poliția sa include o unitate specială care operează bărci de patrulare și supraveghere.
Există și o mică forță militară. Aceasta constă într-o unitate de gărzi de corp pentru prinț și pentru paza palatului din Monaco City⁠(d), denumită Compagnie des Carabiniers du Prince⁠(d) (Compania de Carabinieri a Prințului), care este echipată cu arme moderne, cum ar fi puștile M16A2 și pistoale de 9 mm (Glock 17), și care, împreună cu structurile militarizate de stingerea incendiilor și protecție civilă (Sapeurs-Pompiers) formează totalitate forțelor publice ale Principatului Monaco. Compagnie des Carabiniers du Prince a fost creat de prințul Honoré al IV-lea în 1817 pentru protecția Principatului și a familiei princiare. Compania numără exact 116 ofițeri și soldați; în timp ce subofițerii și soldații sunt localnici, ofițerii, în general, au servit în Armata Franceză⁠(d). În plus față de îndatoririle de pază, Carabinierii patrularează plajele Principatului și apele de coastă.

## Geografie

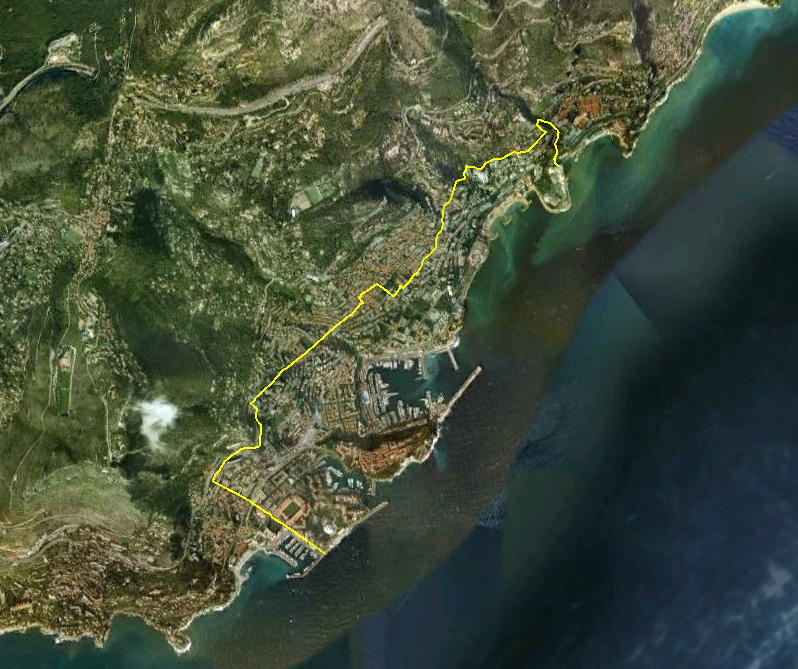
Vedere din satelit a principatului Monaco, frontiera franco-monegască cu galben

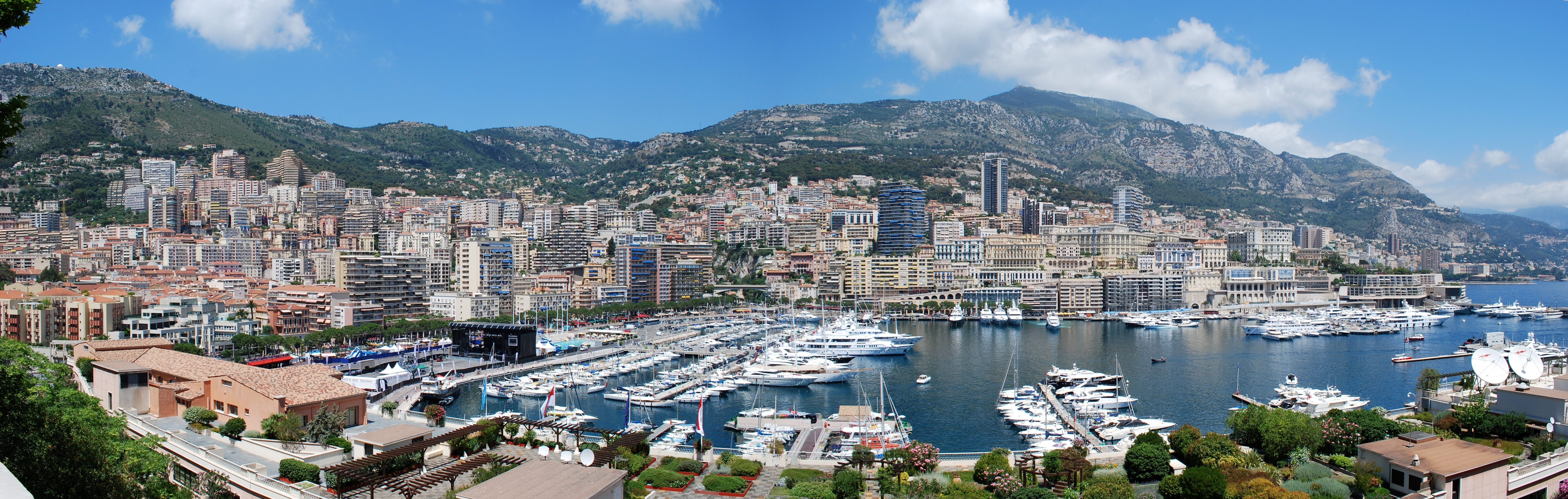
Vedere panoramică a zonei La Condamine, Monaco

Monaco este un oraș-stat suveran, cu 5 cartiere și 10 districte, situat pe Riviera Franceză în Europa de Vest. El se învecinează cu departamentul francez Alpes-Maritimes pe trei laturi, a patra fiind riverană Mării Mediterane. Centrul său este la aproximativ 16 km de Italia și doar 13 km nord-est de Nisa. Are o suprafață de 2,02 km², sau 202 hectare, și o populație de 36.371, Monaco fiind astfel doua cea mai mică și cea mai dens populată țară din lume. Țara are o frontieră terestră de numai 4,4 km, o coastă de 4,1 km, revendică o platformă continentală care se extinde 22,8 km și are o lățime care între 1.700–349 m.
Cel mai înalt punct din țară intrarea în clădirea rezidențială Patio Palace (zona Jardin Exotique) din drumul D6007 (strada Moyenne Corniche) având 164,4 m deasupra nivelului mării. Cel mai jos punct din țară este coasta Mării Mediterane. Saint-Jean este cea mai lungă apă curgătoare, în jur de 190 m lungime, iar Fontvieille este cel mai mare lac, de aproximativ 0,5 ha în dimensiune. Cel mai populat cartier este Monte Carlo, și cel mai populat district este Larvotto/Bas Moulins⁠(d). După recenta extindere a Portului Hercule⁠(d), suprafața totală a țării a crescut la 2,02 km² sau 202 ha; în consecință, noi planuri au fost aprobate pentru a extinde cartierul Fontvieille⁠(d) cu 8 hectare, cu teren recuperat din Marea Mediterană. Proiectele actuale de îmbunătățiri funciare includ extinderea cartierului Fontvieille⁠(d). Există două porturi în Monaco, Hercules⁠(d) și Portul Fontvieille. Singura resursă naturală a țării este fondul de pescuit; aproape întreaga țară fiind o zonă urbană, în Monaco nepracticându-se agricultura. Un port port francez numit Cap d'Ail este foarte aproape de Monaco.

### Arhitectura
Monaco prezintă o gamă largă de arhitecturi, dar stilul caracteristic principatului, în special în Monte-Carlo, este Belle Epoque. El își găsește cea mai înfloritoare expresie în Cazinoul⁠(d) din 1878-79 în Marea Sală de Concerte creată de Charles Garnier și Jules Dutrou. Elemente decorative, inclusiv turnulețe, balcoane, mozaicuri multi-colore de ceramică și cariatide împrumutate și amestecate pentru a crea o fantezie pitorească a plăcerii și luxului, și o ademenitoare expresie a felului în care Monaco a căutat și caută încă să se înfățișeze. Acest capriccio de elemente franceze, italiene și spaniole a fost încorporat în vile și apartamente. După dezvoltarea majoră din anii 1970, prințul Rainier al III-lea a interzis construcțiile înalte în principat. Cu toate acestea, succesorul său, prințul Albert al II-lea, a anulat acest lucru ordin al suveranului. În ultimii ani, demolarea accelerată a patrimoniului arhitectural din Monaco, inclusiv vile unifamiliale, a creat îngrijorări. Principatul nu are în prezent legislației de protecție a patrimoniului.

### Clima
Monaco are un climat mediteranean cu veri calde (clasificarea climatice Köppen: Csa), influențat de climatul oceanic și de climatul subtropical umed. Ca urmare, are veri calde și uscate, și ierni blânde și ploioase. Interludii reci și ploioase pot întrerupe sezonul uscat de vară, a cărui durată medie este și ea mai scurtă. După-amiezele de vară sunt rareori fierbinți (temperaturi > 30 °C sunt rare) întrucât atmosfera este temperată de briza constantă a mării. Pe de altă parte, nopțile sunt foarte blânde, din cauza temperaturii destul de ridicate a mării în timpul verii. În general, temperaturile nu scad sub 20 °C în acest anotimp. În timpul iernii, înghețurile și ninsorile sunt extrem de rare și apar, în general, o dată sau de două ori pe deceniu.

## Economia

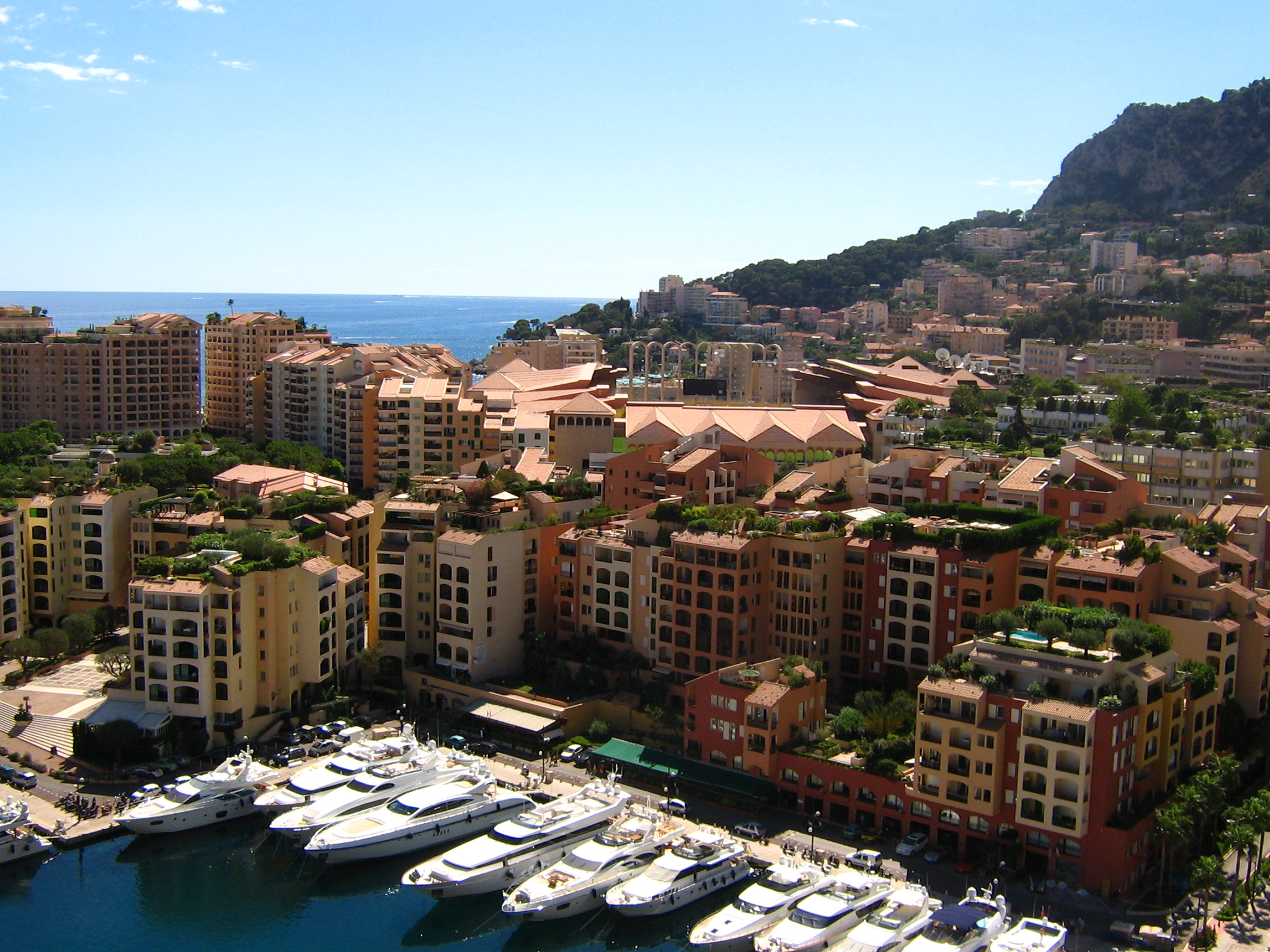
Fontvieille și noul port

Monaco are al doilea cel mai mare PIB nominal pe cap de locuitor, cu 153.177 de dolari, PIB PPP pe cap de locuitor de 132.571 de dolari și VNB pe cap de locuitor de 183.150 de dolari. Rata șomajului este de 2%, peste 48.000 de muncitori făcând naveta din Franța și Italia în fiecare zi. Potrivit CIA World Factbook, Monaco are cea mai mică rată a sărăciei din lume și cel mai mare număr de milionari și miliardari pe cap de locuitor din lume. Pentru al patrulea an la rând, Monaco, a avut în 2012 cea mai scumpă piață imobiliară, de la 58.300 de dolari pe metru pătrat.
Una dintre principalele surse de venit este turismul. În fiecare an, mulți străini sunt atrași de cazinouri (unde localnicii nu au voie să intre) și clima plăcută. A devenit și un important centru bancar⁠(d), care deține fonduri de peste 100 de miliarde de euro. Principatul a reușit să-și diversifice baza economică în servicii și industrii mici, cu valoare adăugată mare, și nepoluante, cum ar fi produsele cosmetice și biotermice.
Statul își păstrează monopolul asupra multor sectoare, inclusiv tutunul și serviciile poștale. Rețeaua de telefonie (Monaco Telecom⁠(d)) era deținută în trecut în totalitate de către stat; acum doar în proporție de 45%, în timp ce restul de 55% este deținut de către Cable & Wireless Communications⁠(d) (49%) și CMB Monaco⁠(d) (6%). Cu toate acestea, ea este încă un monopol. Standardul de viață este mare, comparabil aproximativ cu cele din zonele metropolitane prospere din Franța.
Monaco nu este membru al Uniunii Europene. Cu toate acestea, este foarte strâns legat printr-o uniune vamală de Franța și, ca atare, moneda este aceeași ca cea din Franța, euro. Înainte de 2002, Monaco bătea monedă proprie, francul monegasc. Monaco a dobândit dreptul de a bate monede euro cu model național monegasc pe fața națională.

### Industria jocurilor de noroc
Planul dezvoltării de cazinouri a fost adusă în discuție în timpul domniei lui Florestan I în 1846. Sub regimul mic-burghez al lui Louis-Philippe, un demnitar, cum ar fi prințul de Monaco nu avea dreptul să opereze un cazinou. Toate acestea s-au schimbat cu al Doilea Imperiu Francez sub Napoleon al III-lea. Casa de Grimaldi avea mare nevoie de bani. Orașele Menton și Roquebrune, care fuseseră principalele surse de venit pentru familia Grimaldi timp de secole, erau acum obișnuite cu un standard de viață și cu o impozitare mult mai indulgentă datorită intervenției Sardiniei și revendicau concesiuni financiare și politice, amenințând cu secesiunea. Familia Grimaldi spera că industria nou-legalizată ar ajuta la atenuarea dificultăților cu care se confruntă, mai ales cu greaua datorie a familiei, dar primul cazinou din Monaco a fost gata să funcționeze abia după accederea la tron a lui Carol al III-lea în 1856.
Beneficiarul concesiunii princiare a fost în imposibilitatea de a atrage de afaceri suficiente pentru a susține funcționarea și, după relocarea cazinoului de mai multe ori, a vândut concesiunea magnaților francezi ai cazinourilor François⁠(d) și Louis Blanc pentru 1,7 milioane de franci. Cei doi Blanc aveau deja un casino de mare succes (de fapt, cel mai mare din Europa) la Bad-Homburg în Marele Ducat de Hessa-Homburg, un mic principat german comparabil cu Monaco, și ei i-au cerut imediat lui Carol al III-lea să schimbe numele zonei maritime „Les Spelegures” (Bârlogul Hoților) în „Monte Carlo” („Muntele lui Carol”). Apoi au construit cazinoul rebotezat „Monte Carlo” și au eliberat zona de elementele mai puțin atractive pentru a face cartierul din jur mai favorabil pentru turism.
Gemenii Blanc au deschis Cazinoul Monte Carlo⁠(d) în 1858, acesta beneficiind de traficul turistic pe nou-construita cale ferată franceză. Datorită combinației între cazinou și calea ferată, Monaco a recuperat în cele din urmă decalajul economic din ultima jumătate de veac și succesul principatului a atras alte întreprinderi. În anii care au urmat deschiderii cazinoului, Monaco a fondat Muzeul Oceanografic și Opera Monte Carlo⁠(d), au fost construite 46 de hoteluri și numărul de bijutieri ce funcționau în Monaco a crescut de aproape cinci ori. Prin 1869, cazinoul câștiga sume atât de mari de bani încât principatul și-a putea permis să înceteze a mai colecta a impozit pe venit de la monegasci — o lovitură de maestru, care a atras locuitori bogați din toată Europa.
Astăzi, Société des bains de mer de Monaco⁠(d), care deține Le Grand Casino, încă funcționează în clădirea inițială construită de frații Blanc, fiind urmată de mai multe alte cazinouri, între care Le Casino Café de Paris, Monte Carlo Sporting Club & Cazinou și Sun Casino. Cea mai recentă adăugire la Monte Carlo este Monte Carlo Bay Casino⁠(d), pe 4 hectare din Marea Mediterană, care, printre altele, oferă 145 de slot machines, toate echipate cu sistem „ticket-in, ticket-out⁠(d)” (TITO); acesta este primul cazinou mediteranean cu această tehnologie.

### Impozite

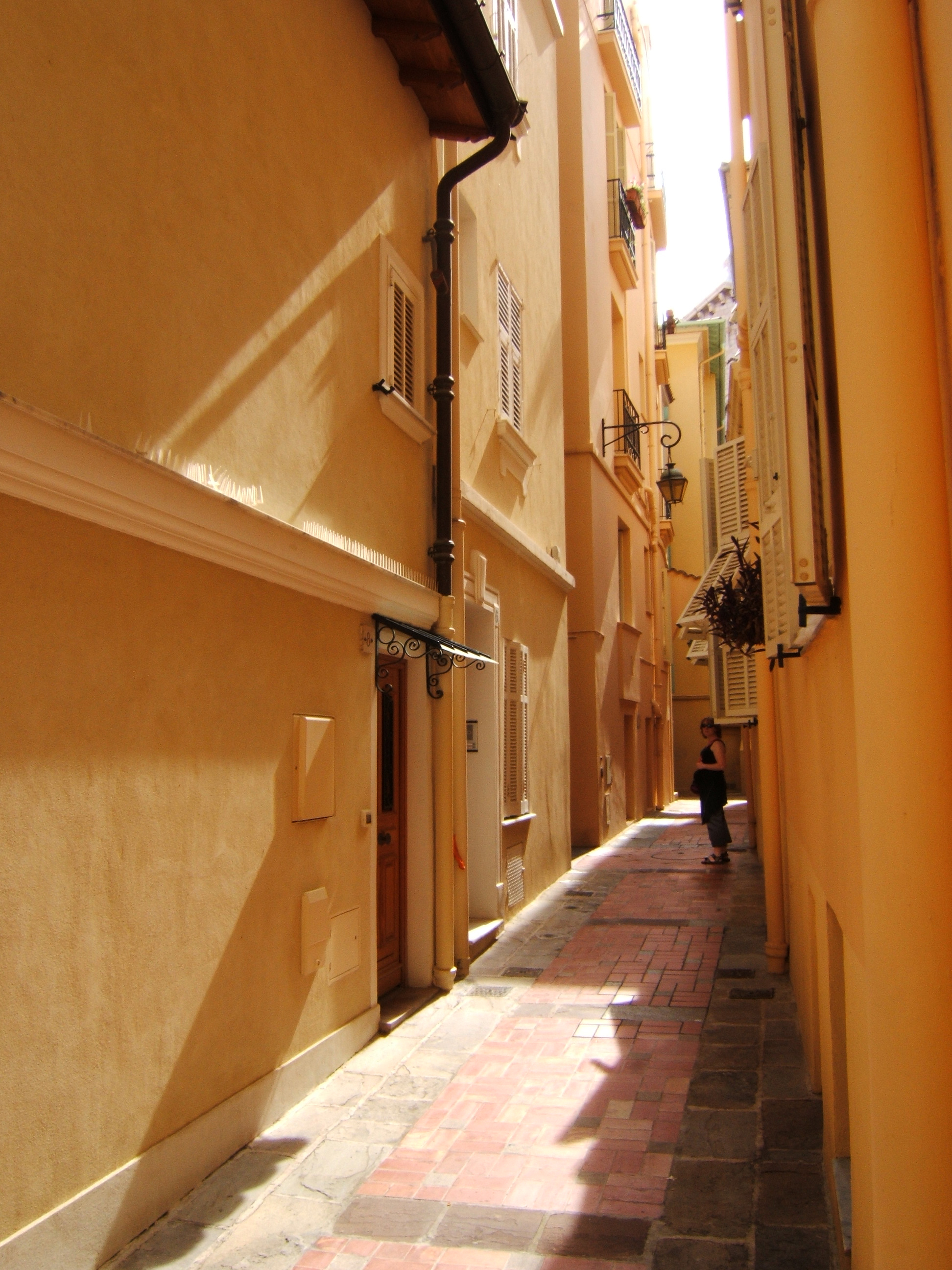
Zonă rezidențială în Monaco

Oamenii folosesc Monaco drept „paradis fiscal” pentru a scăpa de taxele din propria lor țară, deoarece Monaco, ca țară independentă, nu este obligată să plătească impozite altor țări. Monaco nu percepe niciun impozit pe venit⁠(d) de la persoanele fizice în anumite condiții. Absența unui impozit pe venitul personal în principat a atras un număr considerabil de bogați „refugiați fiscali” din țările europene, și care obțin majoritatea veniturilor din activitatea din afara Principatului Monaco: celebrități⁠(d), cum ar fi piloții de Formula Unu atrag cea mai mare atenție, dar marea majoritate a lor sunt oameni de afaceri mai puțin cunoscuți. Cetățenii francezi nu sunt incluși în regula de neimpozitare a venitului personal.
În 1998, Centrul pentru Politică și Administrare Fiscală din cadrul Organizației pentru Cooperare și Dezvoltare Economică (OCDE) a emis un prim raport cu privire la consecințele sistemelor financiare din paradisurile fiscale. Monaco nu apărea în lista acestor teritorii până în 2004, când OECD a devenit indignată cu privire la situația din Monaco și a denunțat-o în ultimul său raport, alaturi de Andorra, Liechtenstein, Liberia și Insulele Marshall, subliniind lipsa de cooperare cu privire la divulgarea informațiilor financiare.
În anul 2000, un raport al parlamentarilor francezi Arnaud Montebourg⁠(d) și Vincent Peillon afirma că Monaco a relaxat politicile cu privire la spălarea de bani, inclusiv în faimosul său cazinou, și că guvernul de la Monaco a pus presiune politică asupra sistemului judiciar, astfel că presupusele infracțiuni nu au fost investigate corespunzător.
În 2000, Grupul de Acțiune Financiară privind Spălarea Banilor (FATF), A declarat: „sistemul anti-spălare de bani în Monaco este cuprinzător. Cu toate acestea, unele țări au întâmpinat dificultăți cu Monaco în investigațiile la nivel internațional privind infracțiuni grave, care par a fi legate, de asemenea, de probleme fiscale. În plus, unitatea de informații financiare a Principatului Monaco (SICCFIN) suferă o mare lipsă de resurse adecvate. Autoritățile Monaco au declarat că vor oferi resurse suplimentare pentru SICCFIN." Principatul nu mai este acuzat în raportul FATF din 2005, alături de alte teritorii. Totuși, din 2003, Fondul Monetar Internațional (FMI) a identificat Monaco, împreună cu alte 36 de teritorii, drept paradis fiscal.
Consiliul Europei a hotărât și el să emită rapoarte care identifică paradisurile fiscale. Douăzeci și două teritorii, inclusiv Monaco, au fost, astfel, evaluate între 1998 și 2000, în prima rundă. Monaco a fost singurul teritoriu care a refuzat să participe la a doua rundă, între 2001 și 2003, în vreme ce 21 de alte teritorii au planificat de punere în aplicare a celei de a treia și ultimei runde, planificate între 2005 și 2007.
Monaco are impozite sociale mari datorate atât de angajatori, cât și de angajați. Contribuțiile angajatorilor sunt între 28%-40% (o medie de 35%) din salariul brut, inclusiv beneficiile, iar angajații plătesc încă de 10%-14% (în medie, 13%).

### Numismatică

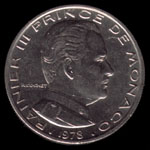
Monedă de franc monegasc din 1978cu efigia lui Rainier al III-lea

De interes pentru numismați, în Monaco, s-a introdus moneda euro în 2002, care a înlocuit francul monegasc. În pregătire pentru aceasta, baterea de monede euro a început încă din anul 2001. Ca și Belgia, Finlanda, Franța, Țările de Jos și Spania, Monaco a decis să treacă pe monede data realizării. Acesta este motivul pentru care primele monede euro din Monaco au pe ele anul 2001, în loc de 2002, cum au celelalte țări din zona Euro care au hotărât să pună primul an de circulație (2002) pe monede. Trei modele diferite au fost alese drept monede monegasce. În 2006, designul a fost schimbat după moartea principelui Rainier de a avea efigia prințului Albert.
Monaco are și o bogată și valoroasă colecție de monede, cu o valoare nominală variind de la 5 € la 100 €. Aceste monede sunt o moștenire de o veche practică națională a monedelor de aur și argint și a monedelor comemorative. Spre deosebire de emisiunile normale, aceste monede nu sunt mijloc legal de plată⁠(d) în toată zona Euro. Aceeași practică privind monedele comemorative este exercitată de către toate țările din zona euro.

## Populație

### Demografia
Populația totală din Monaco era de 37800 de locuitori în 2014. Populația este neobișnuită prin faptul că monegascii autohtoni sunt o minoritate în propria lor țară: cel mai mare grup sunt francezii, 28,4%, urmați de monegasci (21,6%), italieni (18,7%), britanici (7,5%), belgieni (2,8%), germani (2,5%), elvețieni (2,5%) și americani (1,2%).
Cetățenii din Monaco, indiferent dacă sunt născuți în țară sau naturalizați, sunt numiți monegasci. Monaco are cea mai mare speranță de viață din lume, cu aproape 90 de ani.

### Limba
Limba oficială a Principatului Monaco este franceza, în timp ce italiana este vorbită de către considerabila comunitate italiană din Principat. Limba engleză este folosită de americani⁠(d), britanici, canadieni și irlandezi.
Tradițional, limba națională era monegasca, o varietate de ligură, astăzi vorbită doar de o minoritate de rezidenți și ca limbă secundară de mulți localnici. În Monaco City⁠(d), semnele stradale sunt tipărite atât în franceză, cât și în monegască.

### Religii

#### Romano-catolicismul

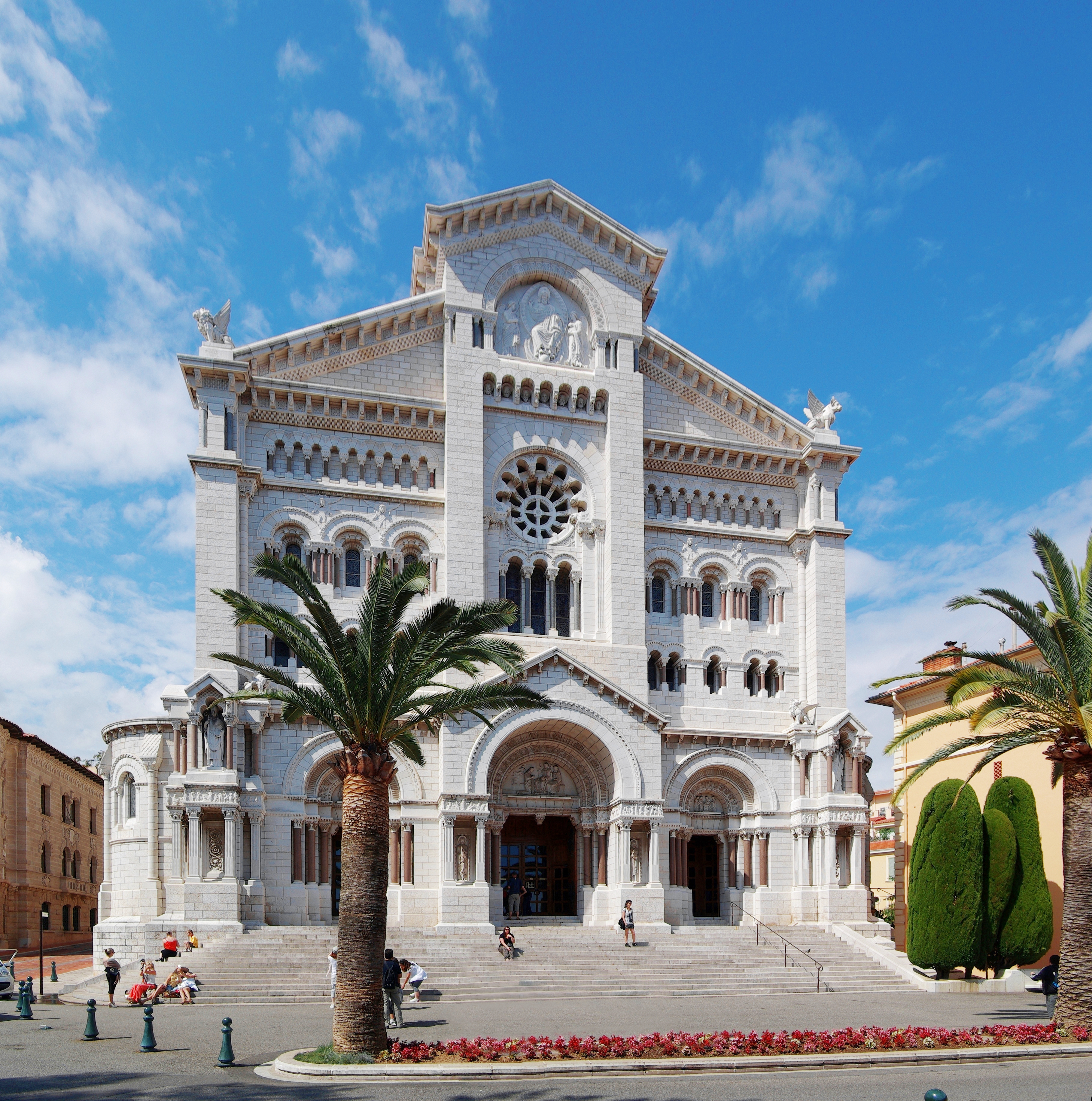
Catedrala Sfântul Nicolae, Monaco

Religia oficială este romano-catolicismul, fiind garantată în Constituție libertatea altor religii. Există cinci parohii romano-catolice în Monaco și o catedrală, care este scaunul arhiepiscopului de Monaco.
Episcopia, care a existat încă de la mijlocul secolului al XIX-lea, a fost ridicată la rang de arhiepiscopie nemetropolitană în 1981 ca Arhiepiscopia de Monaco⁠(d) și rămâne subordonată direct Sfântului Scaun. Sfânta protectoare este Sfânta Devota⁠(d).
Creștinii alcătuiesc un total de 83.2% din populația din  Monaco.

#### Protestantismul
Potrivit Raportului pentru Libertate Religioasă Internațională din 2012, protestanții sunt al doilea grup ca mărime după romano-catolici. Există diverse comunităti evanghelice protestante care se adună periodic. Raportul afirmă că există două biserici protestante, inclusiv cele locale: una anglicană și una reformată⁠(d).

#### Anglicanismul
Există o biserică anglicană (biserica Sf. Paul), situată în Avenue de Grande Bretagne din Monte Carlo. În 2007, aceasta avea o apartenență formală de 135 de anglicani rezidenți în principat, dar a deservit și un număr considerabil mai mare de anglicani aflați temporar în țară, mai ales ca turiști. Bisericii găzduiește și o bibliotecă de limba engleză cu peste 3.000 de cărți. Ea face parte din Eparhia Europeană anglicană.

#### Ortodoxia Greacă
Raportului pentru Libertate Religioasă Internațională din 2012 consemnează prezența unui singur ortodox grec în Principat.

#### Iudaismul
Association Culturelle Israélite de Monaco (fondată în 1948) este o fostă casă care conține o sinagogă, o școală a comunității evreiești, și un magazin alimentar cușer, în Monte Carlo. Comunitatea constă în principal din evrei pensionari din Regatul Unit (40%) și din Africa de Nord. Două treimi din populația evreiască este sefardă, în principal din Africa de Nord, în timp ce cealaltă treime este ashkenazi.

#### Musulmanii
Populația musulmană din Monaco este formată din aproximativ 280 de persoane, dintre care majoritatea sunt exclusiv rezidenți, nu și cetățeni. Majoritatea populației musulmane din Monaco este arabă, deși există și o mică minoritate turcă. Monaco nu are nicio geamie oficială. Există o geamie musulmană, în apropiere de Beausoleil, Franța, la o distanță ușor de parcurs pe jos din Monaco.

## Sport

### Formula 1

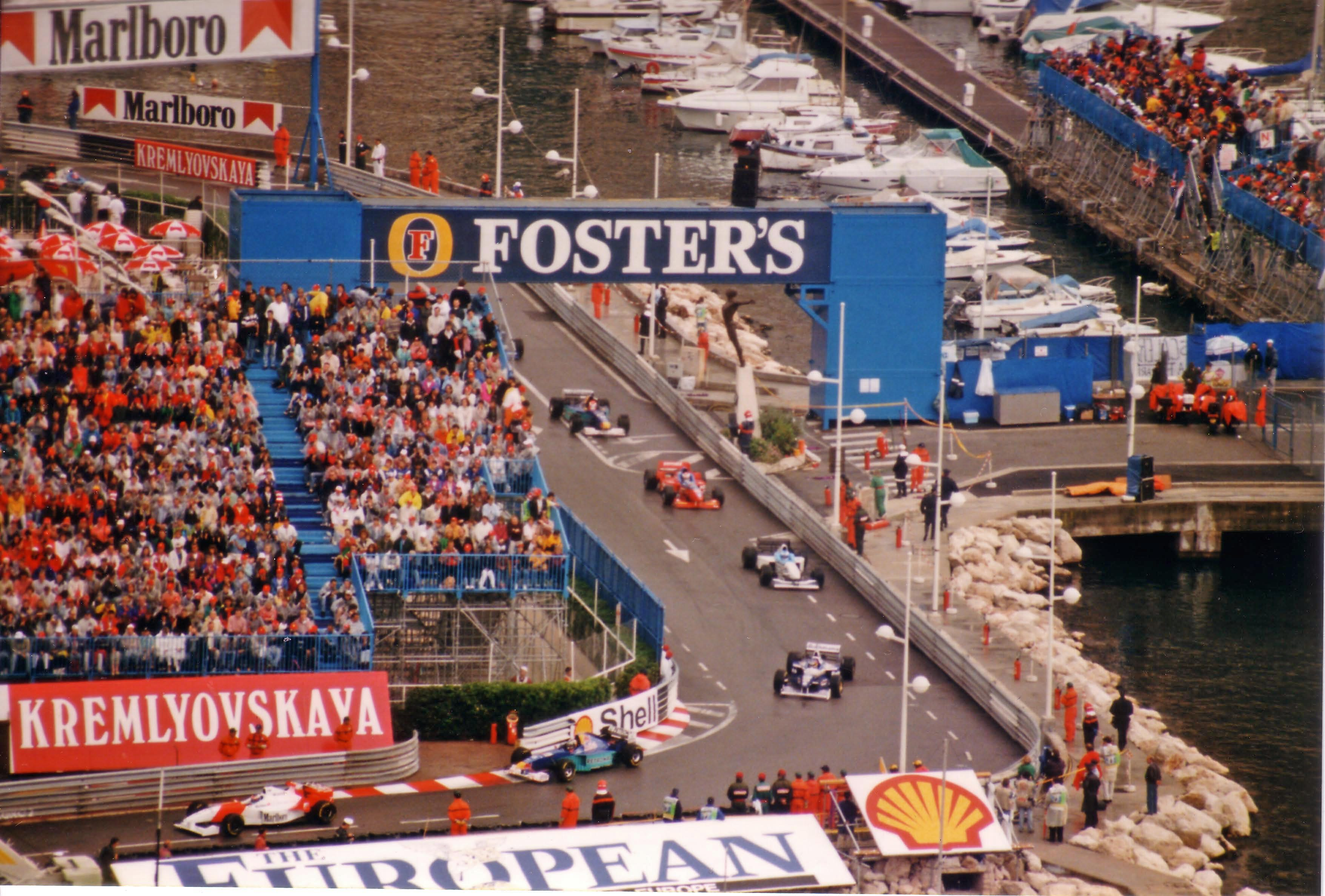
Tur de încălzire la Monaco Grand Prix 1996

Din 1929, Marele Premiu al Principatului Monaco are loc în fiecare an pe străzile din Monaco. Este considerată a fi una dintre cele mai prestigioase curse de automobile din lume. Circuitul Monaco are nevoie de șase săptămâni pentru a fi amenajat și de încă trei săptămâni pentru a fi demontat. Circuitul este incredibil de îngust și strâmt și tunelul său, virajele strânse și multiplele urcări și coborâri îl fac să fie, probabil, cel mai dificil circuit de Formula Unu. Pilotul Nelson Piquet compara condusul pe circuit cu „mersul pe bicicletă printr-o sufragerie”.
În ciuda caracterului dificil al curcuitului, el a produs moartea unui singur pilot, Lorenzo Bandini, care a avut un accident, a ars și a murit trei zile mai târziu din cauza rănilor suferite în 1967. Alți doi piloți au scăpat cu noroc după ce s-au prăbușit în port, cel mai celebru fiind incidentul cu Alberto Ascari în Monaco Grand Prix 1955, iar celălalt fiind Paul Hawkins, în cursa din 1965.

### Raliul Monte Carlo
Începând cu 1911, o parte a Raliului Monte Carlo⁠(d) are loc în principat, inițial la ordinul prințului Albert I. Ca și Marele Premiu, raliul este organizat de Automobile Club de Monaco⁠(d). Multă vreme a fost considerat unul dintre cele mai dure și mai prestigioase evenimente de raliuri și din 1973 până în 2008 a fost runda de deschidere a Campionatului Mondial de Raliuri (WRC). Din 2009 până în 2011, raliul a servit ca rundă de deschidere a Intercontinental Rally Challenge⁠(d). Raliul a revenit în calendarul WRC în 2012 și are loc în fiecare an de atunci. Din cauza dimensiunilor reduse ale Principatului Monaco, aproape întreg raliul se desfășoară pe teritoriul francez.

### Fotbal

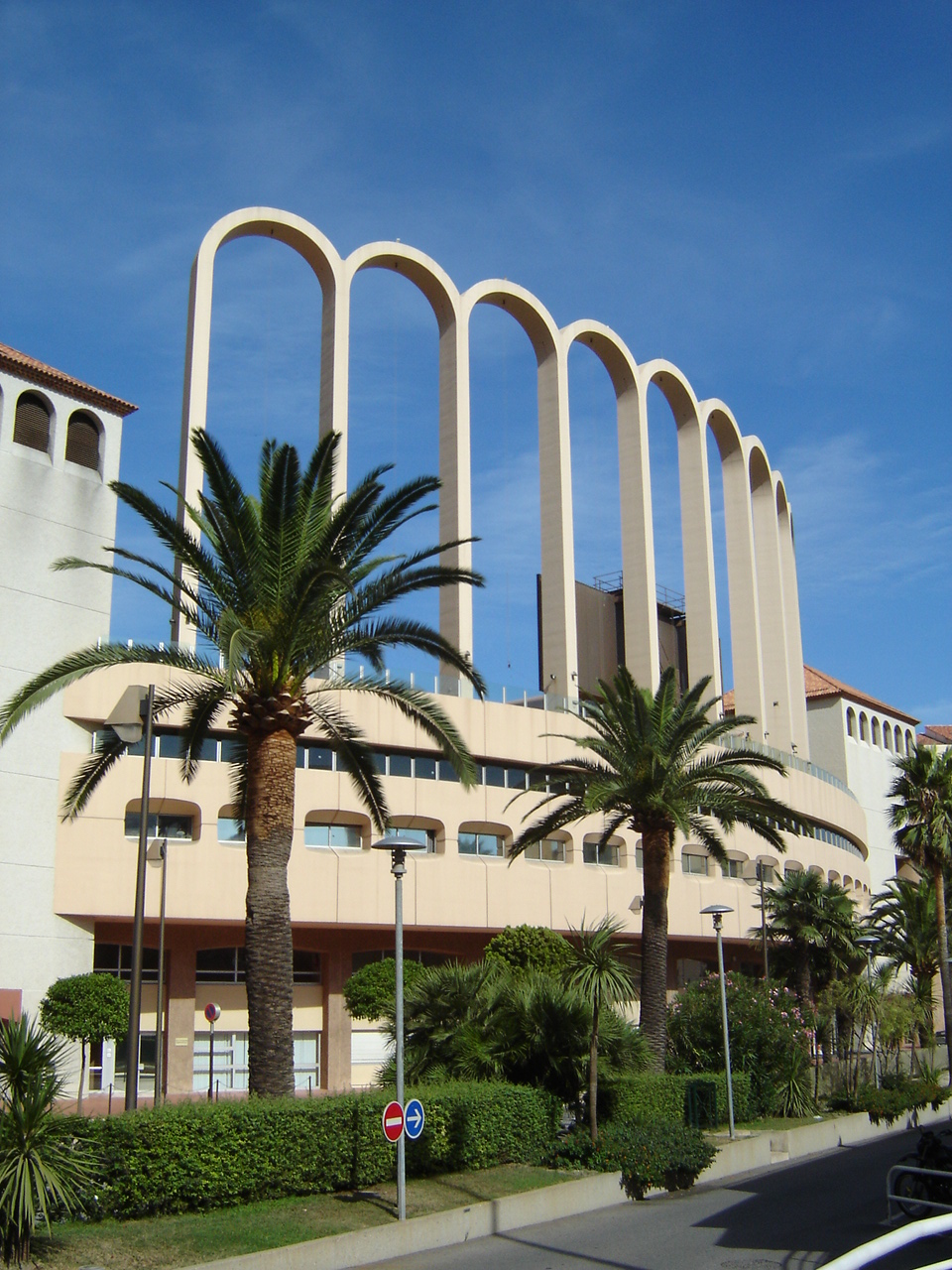
Stade Louis II, terenul propriu al lui AS Monaco FC

Monaco găzduiește două mari echipe de fotbal în principat: clubului de fotbal masculin AS Monaco FC și clubul de fotbal feminin OS Monaco. AS Monaco joacă pe Stade Louis II și concurează în Ligue 1, prima divizie a fotbalului francez⁠(d). Clubul este din unul dintre cele mai de succes cluburi din Franța, după ce a câștigat Liga 1 de șapte ori (cel mai recent în anul 2000) și a concurat la nivel de top în toate sezoanele, mai puțin șase din 1953. Clubul a ajuns în finala din 2004 a UEFA Champions League, cu o echipă în care jucau Dado Pršo, Fernando Morientes, Jerome Rothen⁠(d), Akis Zikos⁠(d) și Ludovic Giuly, dar a pierdut cu 3-0 în fața echipei portugheze F. C. Porto. Multe vedete internaționale au jucat pentru club, cum ar fi francezii câștigători ai Cupei Mondiale Thierry Henry, Fabien Barthez și David Trezeguet. Stade Louis II a găzduit între 1998 și 2012 Supercupa Europei între câștigătoarea UEFA Champions League și UEFA Europa League.
Echipa feminină OS Monaco concurează în sistemul de ligi francez. Clubul joacă în prezent în liga locală regională. A jucat și în Division 1 Féminine, în sezonul 1994-95, dar a retrogradat rapid. Acualul portar al naționalei franceze feminine Sarah Bouhaddi⁠(d) a avut un scurt stagiu la club înainte de a merge la academia INF Clairefontaine⁠(d).
Echipa națională de fotbal a Principatului Monaco reprezintă națiunea în întreceri de fotbal și este controlată de Federația Monegască de Fotbal, organism de conducere a fotbalului în Monaco. Cu toate acestea, Monaco este una din doar două state suverane în Europa (împreună cu Orașul Vatican), care nu este afiliată la UEFA și deci nu ia parte la Campionatul European de Fotbal UEFA sau la Cupa Mondială FIFA. Echipa își joacă meciurile de acasă pe Stade Louis II.

### Rugby
Echipa națională de rugby era în octombrie 2013 pe locul 91 în clasamentul International Rugby Board.

### Alte sporturi

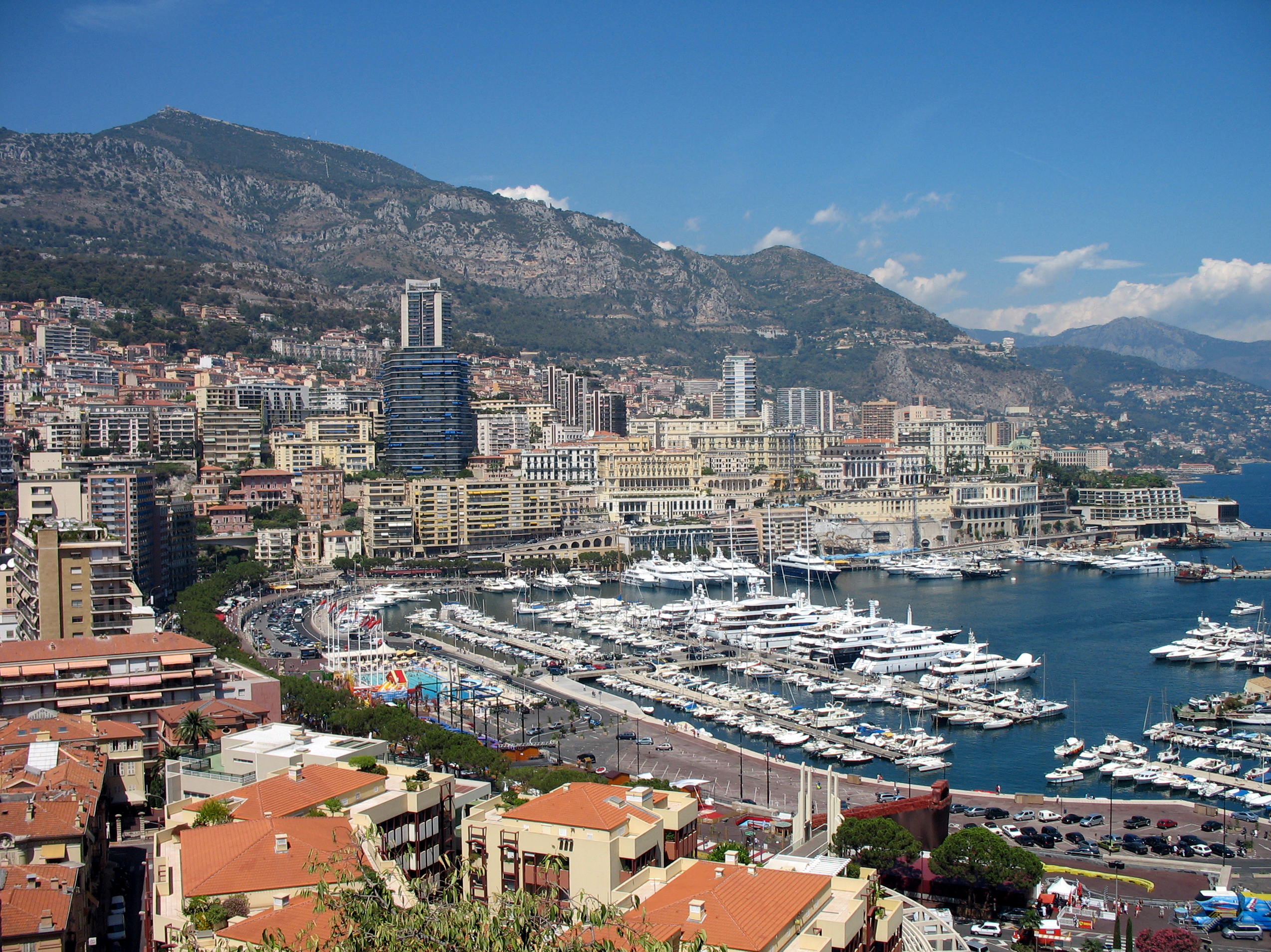
Vedere din Portul Hercules, în districtul La Condamine

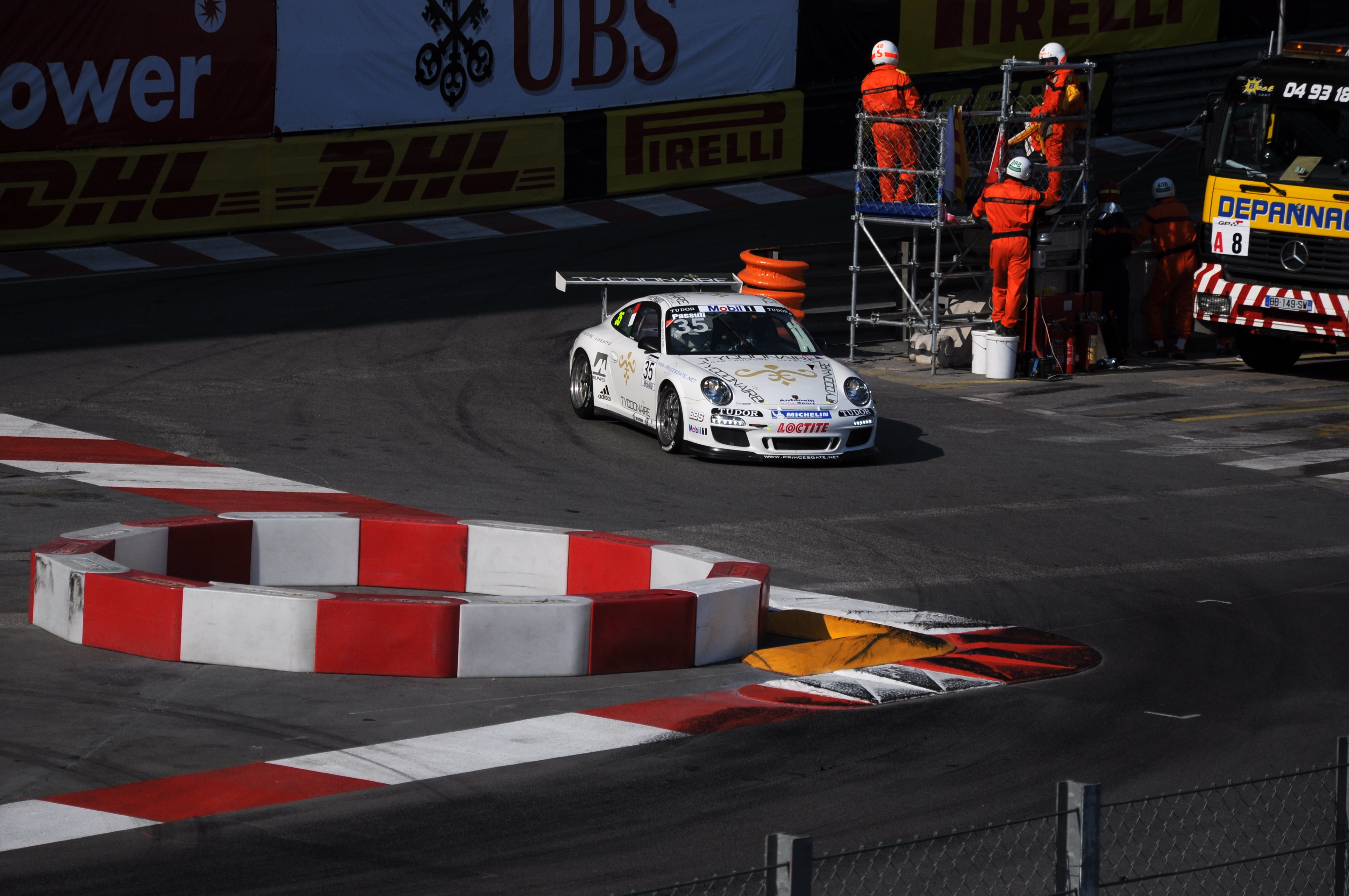
Supercupa Porsche 2011. Sporturile cu motor sunt foarte populare, traseele cuprinzând aproape întreaga țară.

Mastersul de tenis Monte-Carlo se desfășoară anual, în țara vecină, la Roquebrune-Cap-Martin, Franța, ca un turneu profesionist pentru bărbați în cadrul ATP Masters Series. Turneul a fost organizat din anul 1897. Openul Monte Carlo la golf  a avut loc și el la Clubul de Golf Monte Carlo din Mont Agel în Franța, între 1984 și 1992. Monaco a participat la Jocurile Olimpice, deși încă niciun sportiv din Monaco nu a câștigat o medalie olimpică.
Turul Franței 2009, cea mai importantă cursă ciclistă din lume, a dat startul din Monaco cu un contratimp individual pe circuit închis de 15 km, care s-a și terminat acolo în prima etapă, a doua etapă de 182 km începând tot aici în ziua următoare și încheindu-se la Brignoles, Franța.
Monaco găzduiește și o parte a Global Champions Tour⁠(d) (echitație în circuit cu obstacole). Recunoscut ca cea mai spectaculoasă etapă al seriei, Monaco va primi pe cei mai buni jochei din lume, între care Charlotte Casiraghi din Monaco, pe un teren aflat între Portul Hercules și Palatul Princiar. În 2009, la Monaco, etapa Global Champions Tour a avut loc între 25-27 iunie.
Maratonul Monaco este singurul maraton din lume care a trece prin trei țări diferite, Monaco, Franța și Italia, înainte de a termina la Stade Louis II.
Cursa de triatlon Ironman 70.3 din Monaco un eveniment anual cu peste 1.000 de sportivi care concurează și atrage sportivi profesioniști de top din întreaga lume. Cursa include un tronson de înot de 1,9 km, cursă ciclistă de 90 km și un semimaraton de 21,1 km.
Din 1993, sediul central al Asociației Internaționale a Federațiilor de Atletism, organul de conducere a atletismului mondial, își are sediul în Monaco. O competiție IAAF Diamond League are loc anual pe Stade Louis II.
Un complex sportiv municipal, Stadionul Nautic Rainier III⁠(d) în zona Port Hercules⁠(d) este format dintr-un bazin cu apă sărată încălzită, un bazin olimpic⁠(d), plăci de sărituri și tobogan. Piscina este transformată într-un patinoar⁠(d) din decembrie până în martie.
În perioada 10-12 iulie 2014, Monaco a inaugurat Solar1 Monte Carlo Cup, o serie de curse de yachting exclusiv pentru ambarcațiuni cu energie solară.,

## Cultura

### Muzica
Monaco are o operă⁠(d), o orchestră simfonică⁠(d) și o companie de balet clasic⁠(d) .

### Evenimente, Festivaluri și Spectacole
Principatul Monaco găzduiește evenimente internaționale majore, cum ar fi :
- Festivalul internațional de Circ de la Monte-Carlo
- Salon International de l'Automobile de Monaco[161]
- Festivalul de Televiziune Monte-Carlo

### Arte vizuale
Monaco are un muzeu național de artă vizuală contemporană la Noul Muzeul Național din Monaco⁠(d). Țara are, de asemenea, numeroase lucrări de artă publică, statui și monumente (a se vedea lista de artă publică în Monaco).

## Educație

### Școlile primare și secundare

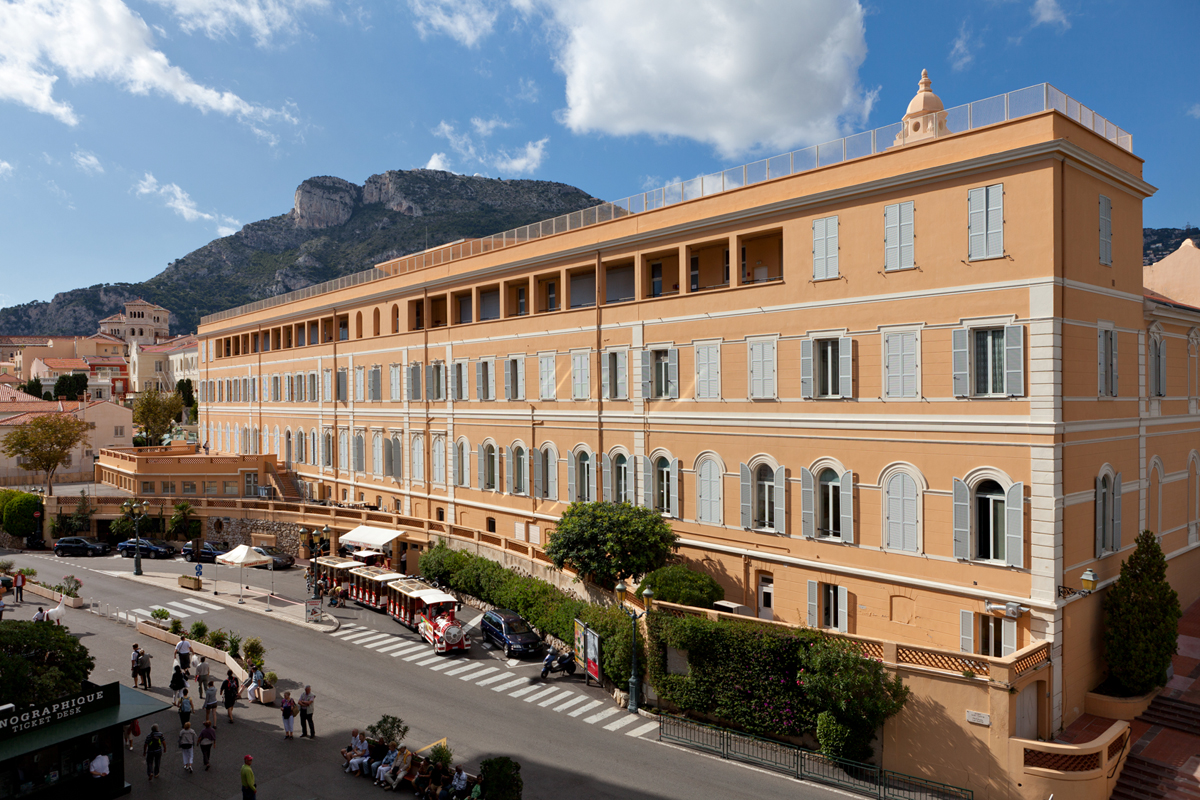
Liceul Albert Premier din Monaco

Monaco are zece școli de stat, între care: șapte grădinițe⁠(d) și școli primare; o școală secundară⁠(d), Colegiul Carol al III-lea; un liceu care oferă învățământ tehnic și teoretic, Liceul Albert 1er⁠(d); și un liceu care oferă formare profesională și pentru hotelieri, Lycée technique et hôtelier de Monte-Carlo. Există și două școli confesionale private, Institution François d'Assise Nicolas Barré și Ecole des Sœurs Dominicaines, precum și o școală internațională⁠(d), International School of Monaco.

### Colegii și universități
Există o universitate situată în Monaco, și anume International University of Monaco (IUM), școală în limba engleză școala specializată în educația de afaceri educație și operată de grupul de școli Institut des hautes études économiques et commerciales (INSEEC).

## Drapelul

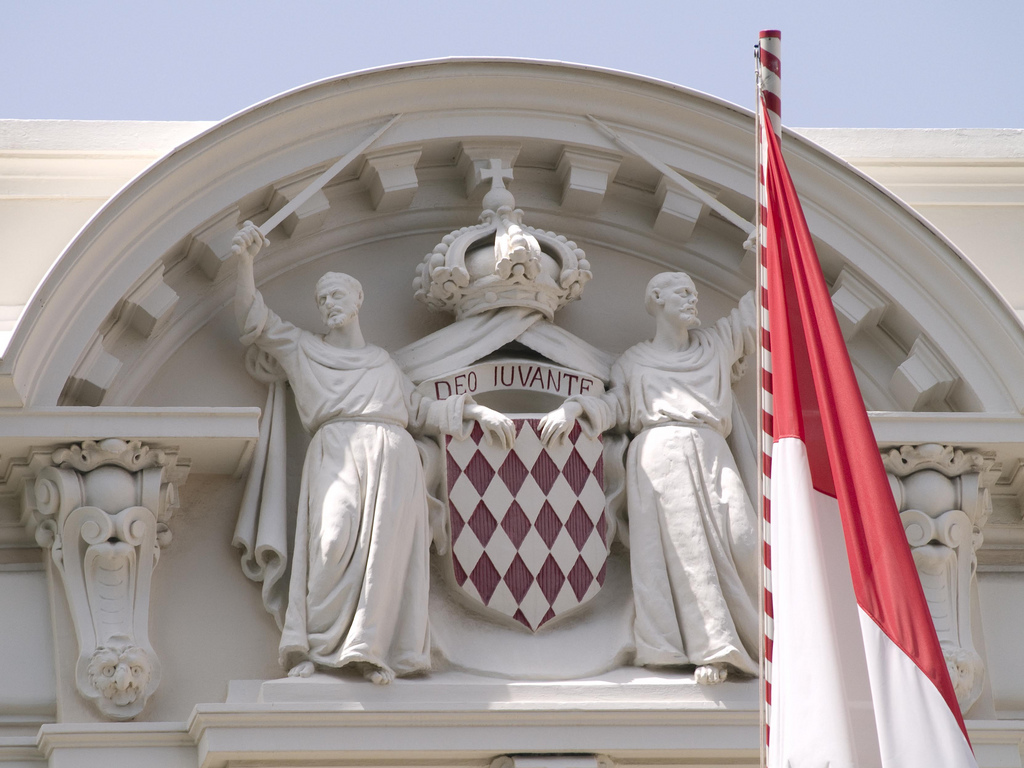
Drapelul și stema principatului Monaco

Drapelul Principatului Monaco este unul dintre cele mai vechi drapele naționale. El este aproape identic cu cel al Indoneziei, cu excepția raportul dintre înălțime și lățime.

## Transporturi
Gara Monaco-Monte Carlo este deservită de către SNCF, compania națională feroviară franceză. Heliportul Monaco oferă servicii de transfer cu elicopterul la cel mai apropiat aeroport, Aeroportul Côte d'Azur din Nisa, Franța.

## Relațiile cu alte țări

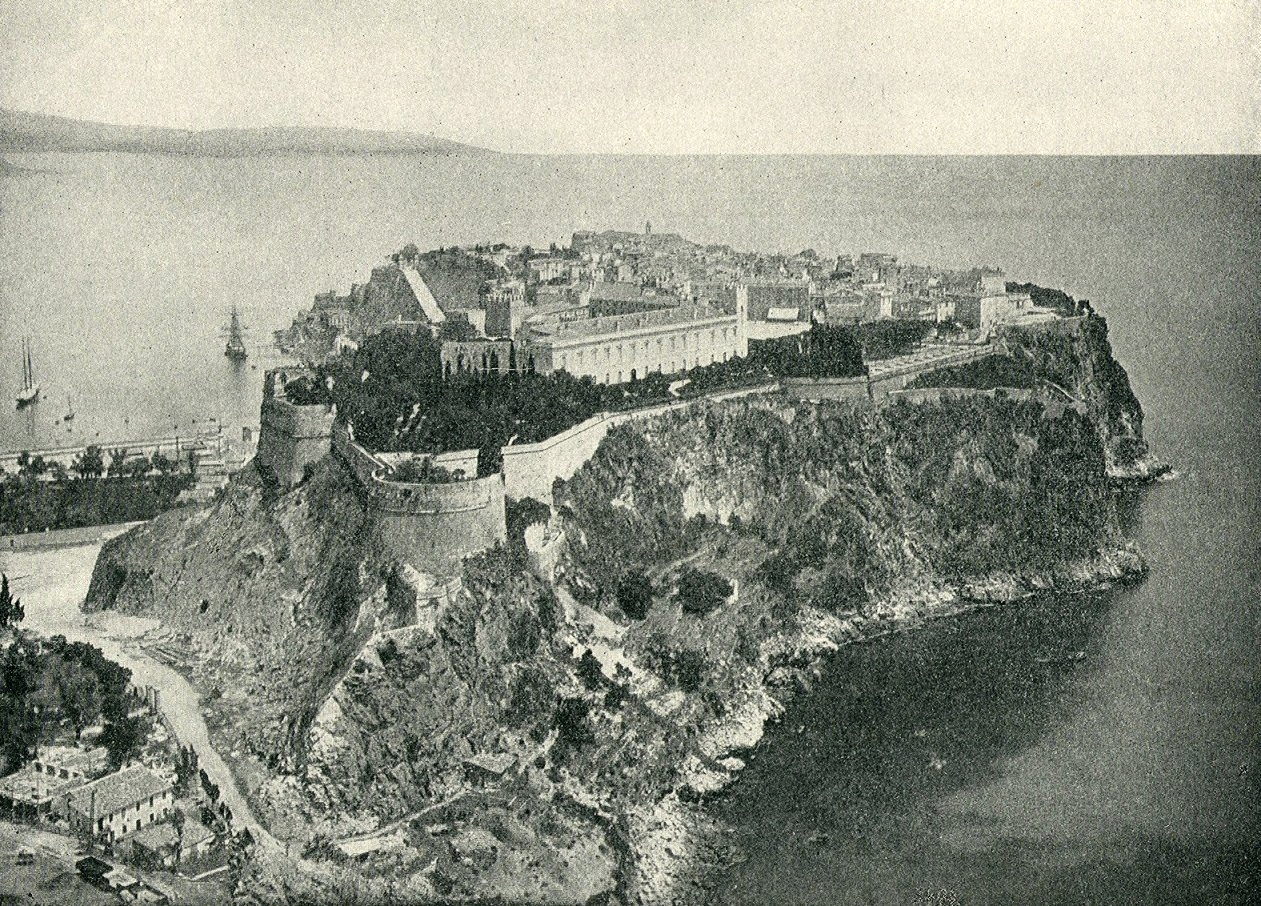
Le Rocher în 1890

Monaco este atât de vechi încât a fost martora disparției multor țări și instituții cu care acesta a avut relații. Coroana de Aragon și Republica Genova sunt primele dintre acestea, așa cum a fost și Regatului Sardiniei. Honoré al II-lea, Prinț de Monaco⁠(d) a obținut recunoașterea suveranității și independenței din partea Spaniei în 1633, și apoi de la Ludovic al XIII-lea al Franței prin Tratatul de la Péronne (1641)⁠(d).
Monaco a făcut un acord special cu Franța în 1963, prin care legile vamale franceze se aplică în Monaco și în apele sale teritoriale. De asemenea, cetățenii francezi sunt exceptați de neplata impozitului pe venit în Monaco. Monaco utilizează euro, dar nu este membru al Uniunii Europene. Monaco are o graniță de 6 km cu Franța, dar și 2 km de coastă la Marea Mediterană. Două acorduri importante care susțin independența Principatului Monaco față de Franța sunt tratatele franco-monegasce⁠(d) din 1861 și 1918.
Două țări au ambasade „depline” în Monaco: Franța și Italia. Alte treizeci de state și entități au consulate. La începutul secolului al XXI-lea, Monaco întreținea ambasade în Belgia (Bruxelles), Franța (Paris), Germania (Berlin), Vatican, Italia (Roma), Spania (Madrid), Elveția (Berna), Regatul Unit (Londra) și Statele Unite ale Americii (Washington).
În anul 2000, aproape două treimi din locuitorii din Monaco erau. În 2015 populația imigrantă era estimată la 60%. Este însă dificilă obținerea cetățeniei în Monaco, sau cel puțin nu există relativ mulți oameni care fac acest lucru. În 2015, rata imigrației era de aproximativ 4 persoane la 1.000, adică în jur de 100-150 de oameni pe an. Populația Principatului Monaco a trecut de la 35 000 în 2008 la 36.000 în 2013, și aproximativ 20% erau localnici monegasci. 
Problemă comună pe care o are Monaco cu alte țări este dacă străinul încearcă să folosească Monaco pentru a evita plata impozitelor în propria țară. Monaco colectează o serie de impozite, inclusiv un TVA de 20% și un impozit de 33% pe venitul companiilor care nu obțin cel puțin 75% din venituri în interiorul țării. Monaco nu permite dubla cetățenie, dar are mai multe căi către cetățenie, inclusiv prin declarație și prin naturalizare. În multe cazuri, problemele-cheie pentru cetățeni nu sunt problema obținerii dreptului de rezidență în Monaco, ci legătura cu țara de plecare. De exemplu, cetățenii francezi trebuie să plătească impozite în Franța, chiar dacă ei trăiesc permanent în Monaco, cu excepția cazului în care au locuit în țară înainte de 1962, timp de cel puțin 5 ani. La începutul anilor 1960 au existat unele tensiuni între Franța și Monaco pe tema impozitării.
Nu există controale de frontieră la intrarea sau ieșirea din Franța. Pentru vizitatori, se poate cere o ștampilare a pașaportului ca suvenir la biroul de turism din Monaco. Acesta este situat dincolo de grădinile din fața Cazinouluu.
| Microstate         | Acord de Asociere    | Euro | Spațiul Schengen | Piața unică a UE | Teritoriul vamal UE | Zona de TVA a UE | Regulamentul Dublin |
| ------------------ | -------------------- | ---- | ---------------- | ---------------- | ------------------- | ---------------- | ------------------- |
| Monaco (relații⁠(d) | În curs de negociere | Da   | de facto         | Parțial          | Da                  | Da               | Nu                  |